# Proteste in Hongkong 2019/2020

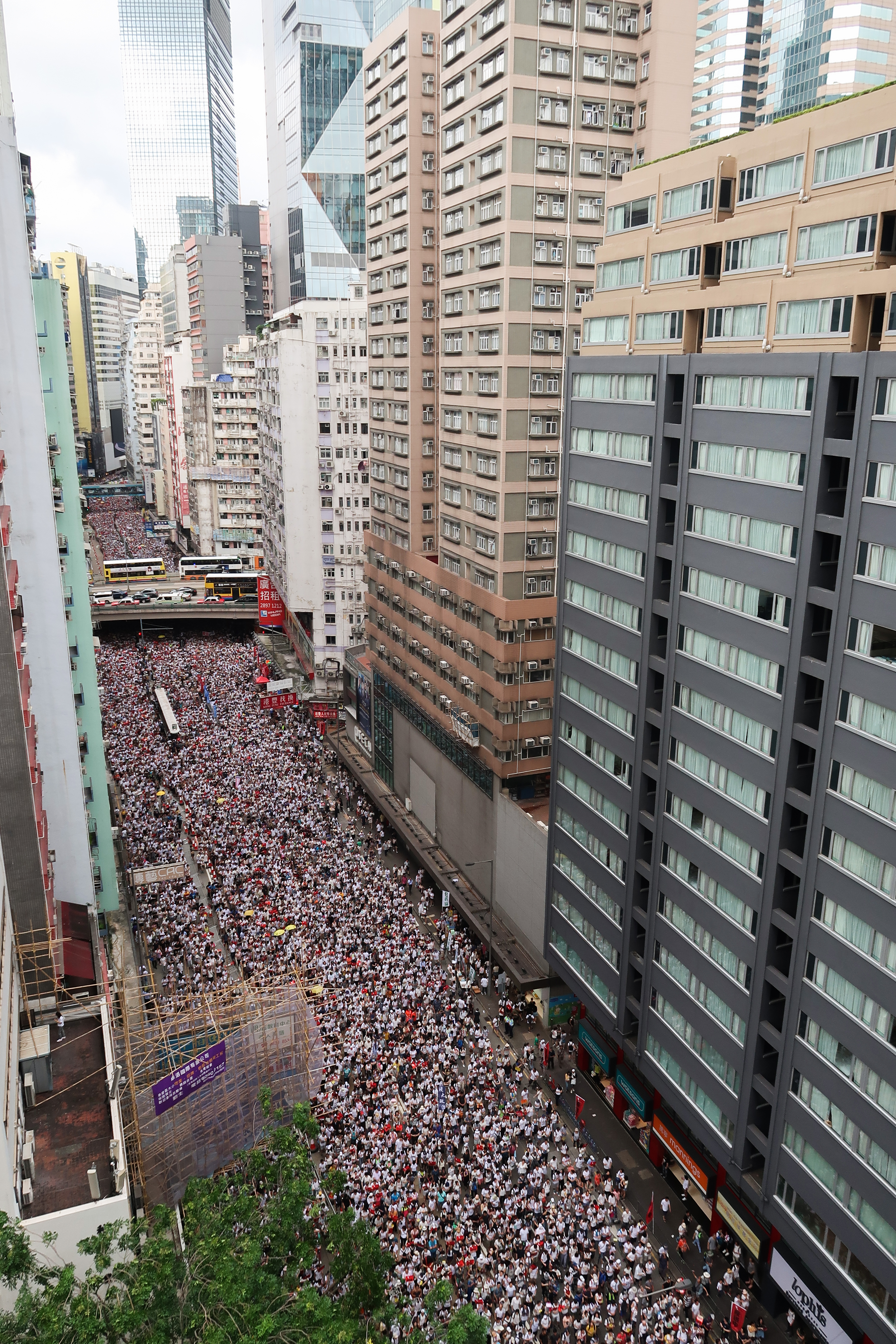
Proteste am 9. Juni 2019 in der Hennessy Road (Wan Chai) – Hongkong

Verwelkte Bauhinia-Blüte; eines der Symbole der Demokratiebewegung

Im Sommer 2019 brachen in der chinesischen Sonderverwaltungszone Hongkong Massenproteste gegen die Peking-nahe Regierung unter Carrie Lam aus. Anlass war ein vorgeschlagenes Gesetz über flüchtige Straftäter und Rechtshilfe in Strafsachen, das u. a. Auslieferungen von Häftlingen an die Volksrepublik China ermöglichen sollte. Die Gegner dieses Gesetzesentwurfs befürchten, dass damit das liberale Rechtssystem Hongkongs, das bisher im Rahmen des Prinzips Ein Land, zwei Systeme weitgehend unabhängig von dem der autoritären Volksrepublik ist, ausgehöhlt würde. An den darauffolgenden, von der Civil Human Rights Front (CHRF) organisierten Demonstrationen u. a. am 9. und 16. Juni sowie am 18. August 2019 nahmen jeweils weit über eine Million Menschen teil; und damit circa 13 bis 27 Prozent der Hongkonger Bevölkerung. Mehrere Demonstrationen von ausländischen Hongkongern und Einheimischen fanden auch an anderen Orten statt. Bei den symbolisch wichtigen Kommunalwahlen im November 2019 konnte das Pro-Demokratie-Lager einen Erdrutschsieg gegenüber den Peking-nahen Parteien verzeichnen. Dies gilt als deutliche Bestätigung, dass auch eine große Mehrheit der Hongkonger Bevölkerung hinter den Protesten steht.
Die Proteste gelten als die umfangreichsten seit der am 4. Juni 1989 blutig niedergeschlagenen Demokratiebewegung in Peking (Tian’anmen-Massaker) sowie der Regenschirmbewegung 2014 und als die schwerste politische Krise Hongkongs seit der Übergabe der Stadt an die Volksrepublik China im Jahr 1997. Waren die Demonstrationen zu Beginn noch weitestgehend friedlich, entwickelten sie sich, nicht zuletzt aufgrund des harten Vorgehens der Polizei gegen Demonstranten, sowie expliziten Drohungen mit militärischer Gewalt vonseiten der chinesischen Zentralregierung, zunehmend zu einem gewaltsamen Volksaufstand. Forderungen der Wortführer der Demonstrationen, darunter etwa der Student Joshua Wong, sind neben der vollständigen Rücknahme des Auslieferungsgesetzes (zwischenzeitlich am 23. Oktober 2019 geschehen) eine allgemeine, freie und gleiche Wahl des Regierungschefs, der Rücktritt der Amtsinhaberin Lam, eine unabhängige Untersuchungskommission zu Polizeigewalt, sowie die Freilassung politischer Gefangener. Über allem steht außerdem die Furcht vor einer weiteren, schrittweisen Eingliederung Hongkongs in das chinesische Rechts- und Staatssystem, die spätestens mit Ablauf der in der chinesisch-britischen gemeinsamen Erklärung vereinbarten Übergangsphase im Jahre 2047 geschehen soll. Mit dem am 30. Juni 2020 in Kraft getretenen Gesetz über die nationale Sicherheit, das oppositionelle Handlungen unter Strafe stellt, sieht das Demokratielager diese Befürchtungen in schlimmster Weise bestätigt.

## Verlauf

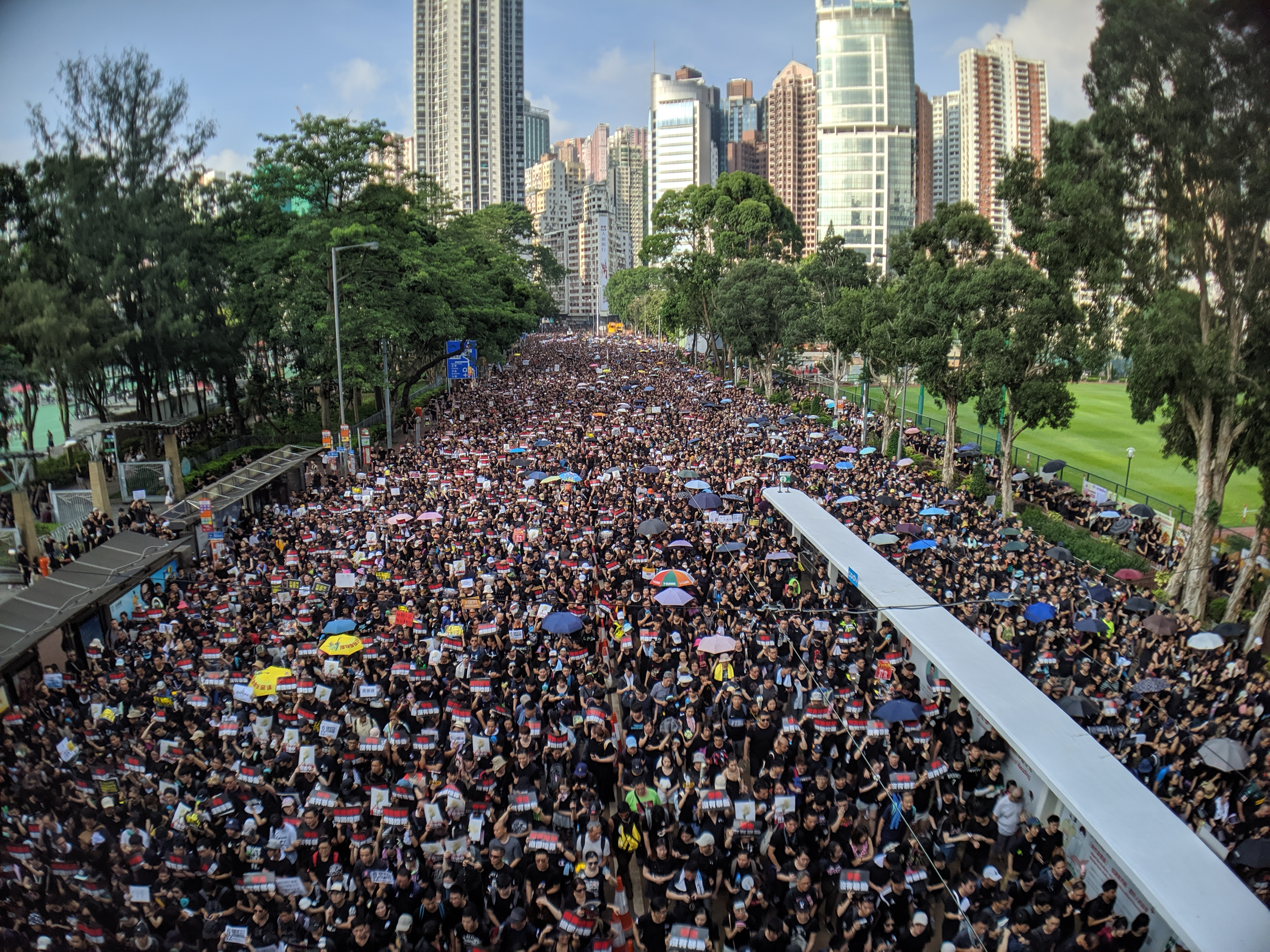
Demonstration vom 16. Juni 2019 mit 2 Millionen Teilnehmern (nach Angaben der Organisatoren)

Einen äußeren Anlass, ein Gesetz zur Auslieferung von Straftätern von Hongkong an andere Orte außerhalb Hongkongs zu verabschieden, bildete ein Mordfall. Im Februar 2018 hatte der 19-jährige Hongkonger Chan Tong-kai zusammen mit seiner schwangeren Freundin Poon Hiu-wing Urlaub in Taiwan gemacht. Chan kehrte am 17. Februar 2018 ohne seine Freundin wieder nach Hongkong zurück. Nach dem 17. Februar 2018 hob Chan mehrmals Geld mit der Kreditkarte seiner Freundin ab. Poon selbst blieb zunächst verschollen, bis ihre Leiche etwa einen Monat später in einem Park in Taiwan gefunden wurde. Sie war erdrosselt worden. Am 13. März 2018 wurde Chan durch die Hongkonger Polizei befragt und gab dabei den Mord an Poon zu. Nach Chans Angaben handelte es sich um eine Beziehungstat, da ihm seine Freundin eröffnet habe, dass er nicht der Vater ihres ungeborenen Kindes sei. Da es keinerlei Auslieferungs- oder Rechtshilfeabkommen zwischen Taiwan (der Republik China) und Hongkong gab, sahen sich die Hongkonger Strafverfolgungsbehörden angeblich außerstande, eine Mordanklage gegen Chan zu erheben. Stattdessen wurde er wegen Kreditkartendiebstahls angeklagt und zu 29 Monaten Haft verurteilt, mit der Perspektive, bei guter Führung vorzeitig entlassen zu werden. Der Fall, der einige öffentliche Empörung hervorrief, wurde von der Hongkonger Regierung genutzt, um die Notwendigkeit eines Auslieferungsgesetzes für Straftäter zu begründen.

### Juni

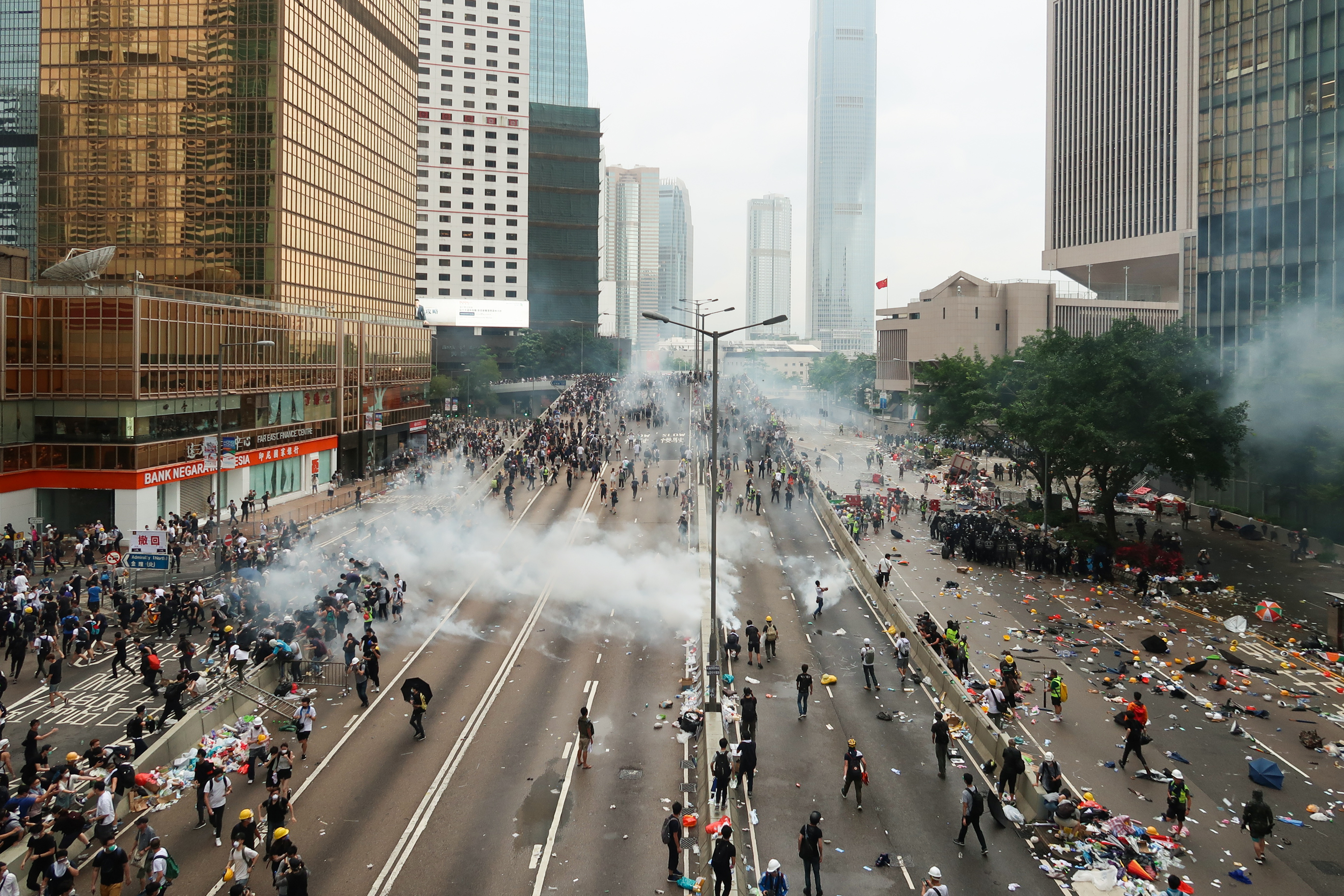
Erste Straßenschlachten gab es bereits im Juni: Hier zu sehen ist sich ausbreitendes Tränengas, von dem die Hongkonger Polizei innerhalb der folgenden Monate regelmäßigen Gebrauch machte.

Trotz der massiven Demonstrationen bestand die Regierung einige Tage auf der Verabschiedung des Gesetzentwurfs, der nach der am 3. April 2019 in den Legislativrat, das Parlament von Hongkong,
eingebrachten Fassung die Auslieferung von mutmaßlichen Straftätern an Festlandchina rechtlich ermöglichen sollte. Sie behauptete, der Gesetzentwurf sei dringlich, weil er eine rechtliche Lücke schließe. Die zweite Lesung war ursprünglich für den 12. Juni geplant, fand aber wegen der Proteste nicht statt. Am 12. Juni kam es zu schweren Auseinandersetzungen der Demonstranten mit der Polizei, die Tränengas und Gummigeschosse einsetzte. Auch eine geplante Sitzung am 13. Juni wurde verschoben.

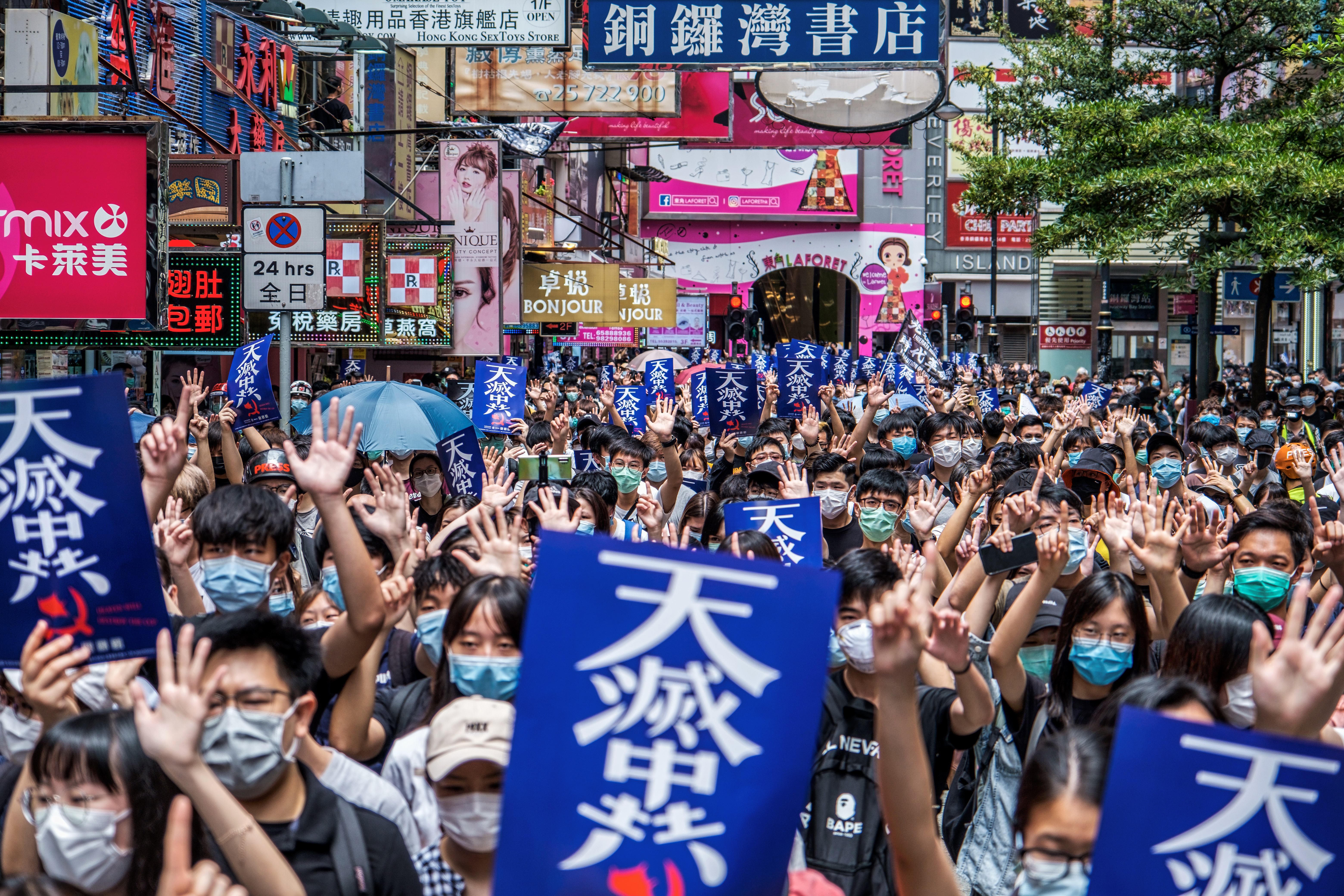
Demonstranten strecken fünf Finger in die Luft – ein Symbol für die fünf Forderungen der Demokratiebewegung

Am 15. Juni verschob die Hongkonger Regierungschefin Carrie Lam den Gesetzentwurf auf unbestimmte Zeit. Sie machte dabei allerdings deutlich, dass der Gesetzentwurf nur verschoben und nicht zurückgezogen werde. Daraufhin kam es am 16. Juni vom Victoria Park aus zu einem weiteren Protestmarsch durch die Innenstadt, bei dem die Regierung aufgefordert wurde, den Gesetzentwurf komplett zurückzuziehen. Weitere vier Forderungen wurden erhoben und in
späteren Demonstrationen wiederholt:
- Zurückziehung der Charakterisierung der Proteste vom 12. Juni als „Krawalle“ bzw. „Aufruhr“ (engl. “riot”), die der Hongkonger Polizeipräsident Stephen Lo verwendet hatte.[15] Später schwächte die Polizei ihre Aussage dahingehend ab, dass lediglich einige Demonstranten Krawalle verübt hätten.[16]
- Freilassung aller inhaftierter Demonstranten.
- Einsetzung einer unabhängigen Untersuchungskommission zur Prüfung der Rechtmäßigkeit des Vorgehens der Hongkonger Polizei.
- Allgemeines Wahlrecht für den Legislativrat sowie das Amt des Regierungschefs (Chief Executive).

Das allgemeine Wahlrecht war bereits Kernpunkt der Regenschirmbewegung fünf Jahre zuvor gewesen, die allerdings ohne konkrete politische Erfolge zu Ende ging.
Vertreter der Civil Human Rights Front sprachen von über zwei Millionen Teilnehmern an der Demonstration vom 16. Juni, andere Schätzungen gehen von einigen Hunderttausend Menschen aus. Da bei diesen Demonstrationen ein christliches Lied gesungen wurde, galten sie als religiöse Versammlungen, die von der Polizei nicht belangt werden können.
Am 21. Juni belagerten mehrere tausend Demonstranten das Polizeihauptquartier im Distrikt Wan Chai, wobei sie Überwachungskameras abklebten und lautstark „Schande über die Polizeischläger“ riefen. Die Belagerung löste sich in der Nacht nach 15 Stunden friedlich auf. Am Abend des 26. Juni fand eine Großkundgebung auf dem im Central District gelegenen Edinburgh Place statt, bei der etliche
für den G20-Gipfel in Osaka erwartete Staaten aufgerufen wurden, die Anliegen der Demonstranten auf dem Gipfel zu unterstützen. Zuvor waren Demonstranten in Märschen vor die Konsulate von G20-Staaten gezogen.

### Juli

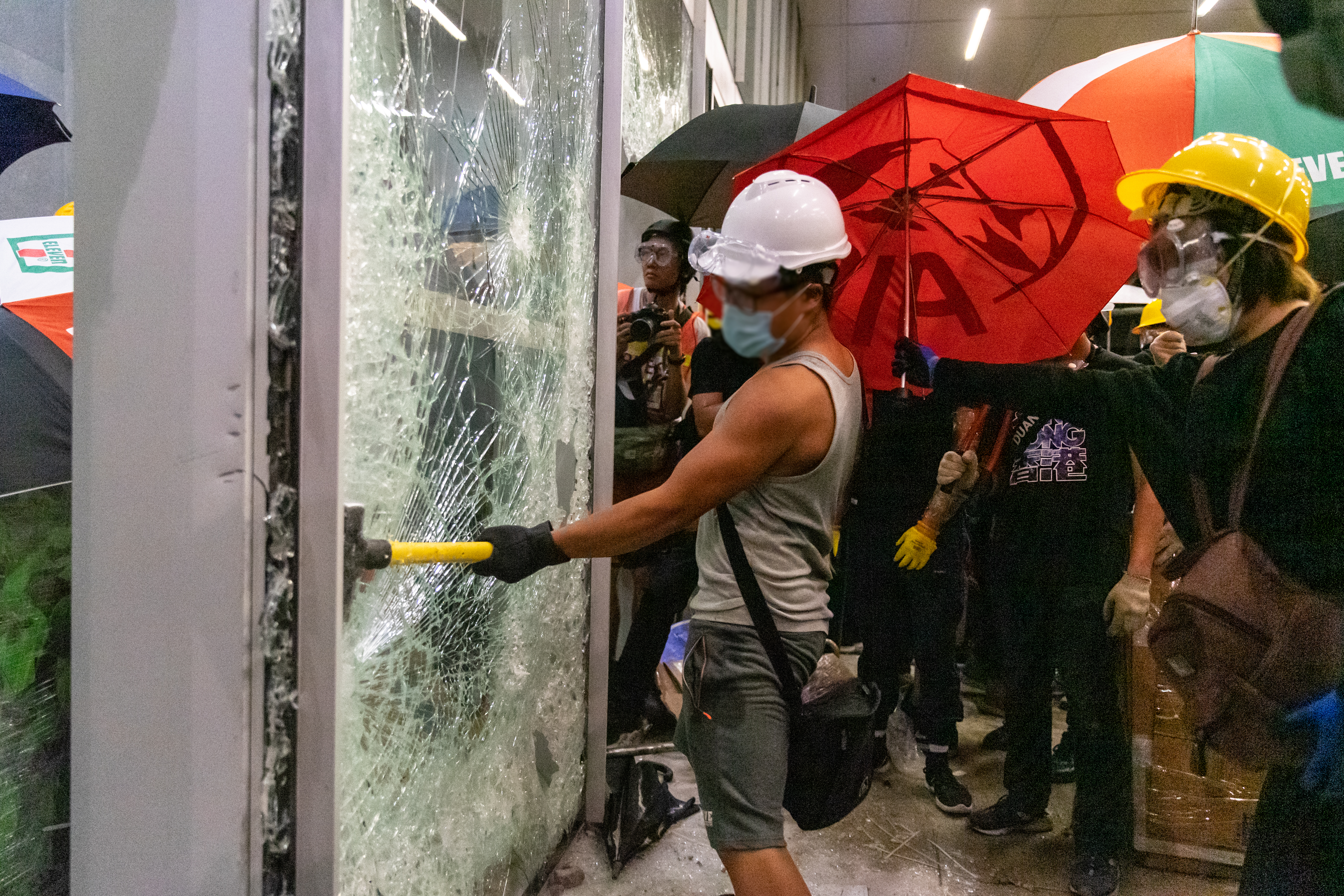
Gewalttätige Demonstranten beim Eindringen ins Gebäude des Legislativrats (1. Juli, Abend)

Am Abend des 1. Juli, dem Jahrestag der Rückgabe Hongkongs an China, demonstrierten Hunderttausende friedlich im traditionellen Juli-Protestmarsch. Gleichzeitig eskalierten die Proteste am Legislativrat. Die gewalttätigen Demonstranten stürmten und zerstörten Teile des leeren von Sicherheitsleuten bewachten Gebäudes des Legislativrats. Nach der Besetzung durch Hunderte von Demonstranten räumten in der Nacht zum darauffolgenden Tag Polizeibeamte mit Schutzschilden, Schlagstöcken und Gewehren mit Gummigeschossen das Areal und durchsuchten das Parlamentsgebäude. Am Wochenende des 13. und 14. Juli gingen Zehntausende Hongkonger zu Protesten außerhalb des Finanzdistrikts auf die Straße. In den Grenzstädten Sheung Shui und Sha Tin demonstrierten sie unter anderem gegen unbeliebte Tagestouristen und Händler vom Festland. Dabei kam es zu Zusammenstößen mit der Polizei.
Am 21. Juli kam es in der U-Bahn-Station von Yuen Long im gleichnamigen Yuen Long District zu Übergriffen von Schlägertrupps auf regierungskritische Demonstrierende, wobei 45 Menschen teils schwer verletzt wurden. Nach einzelnen Medienberichten hatte die Polizei „trotz dramatischer Hilferufe“ erst nach mehr als einer Stunde eingegriffen. Daraufhin gingen Zivilisten trotz eines Demonstrationsverbots auf die Straße, um gegen die Schlägertrupps, hinter denen Triaden vermutet wurden, zu demonstrieren.

### August

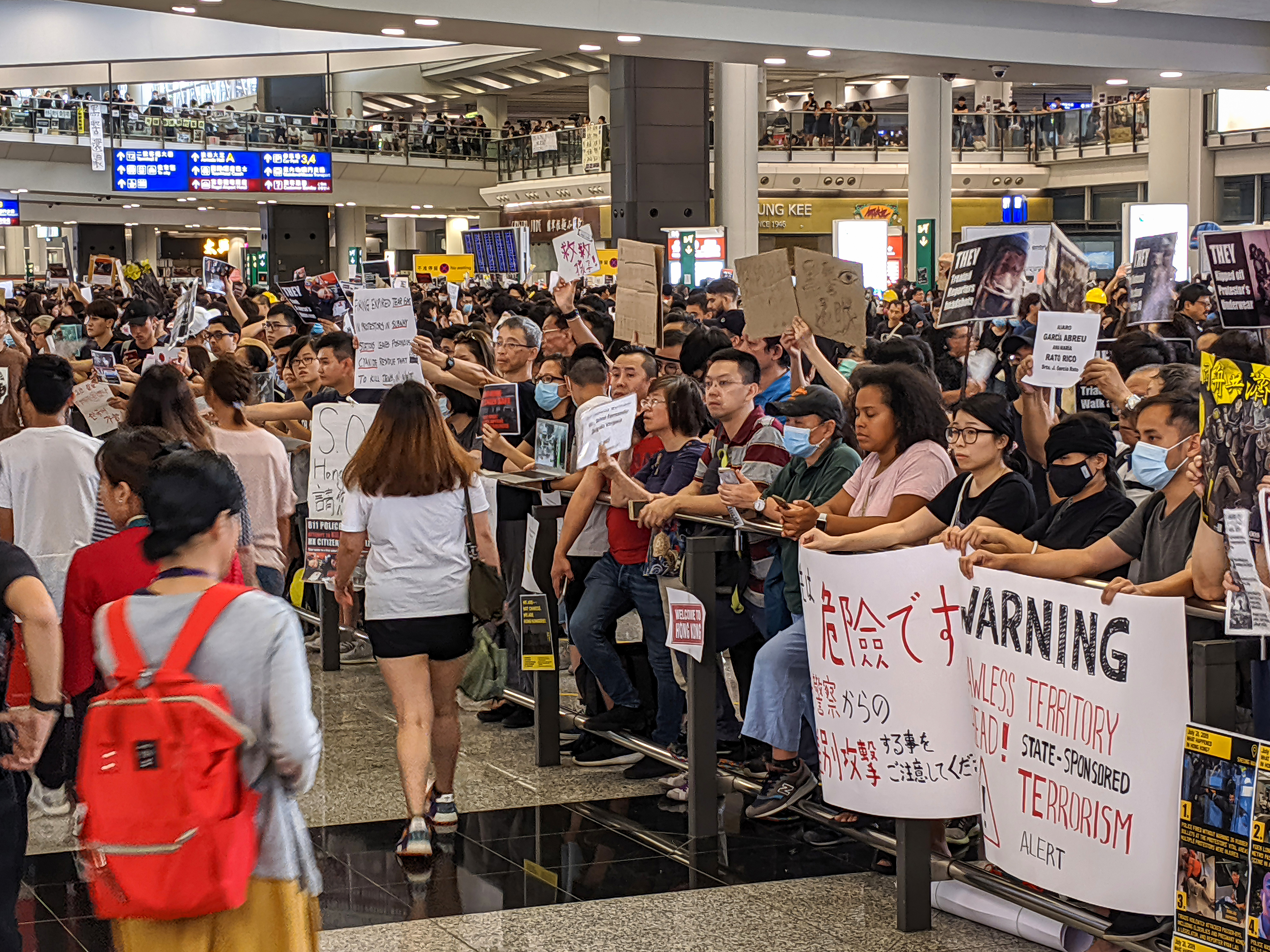
Flughafen Hong Kong (12. August 2019)

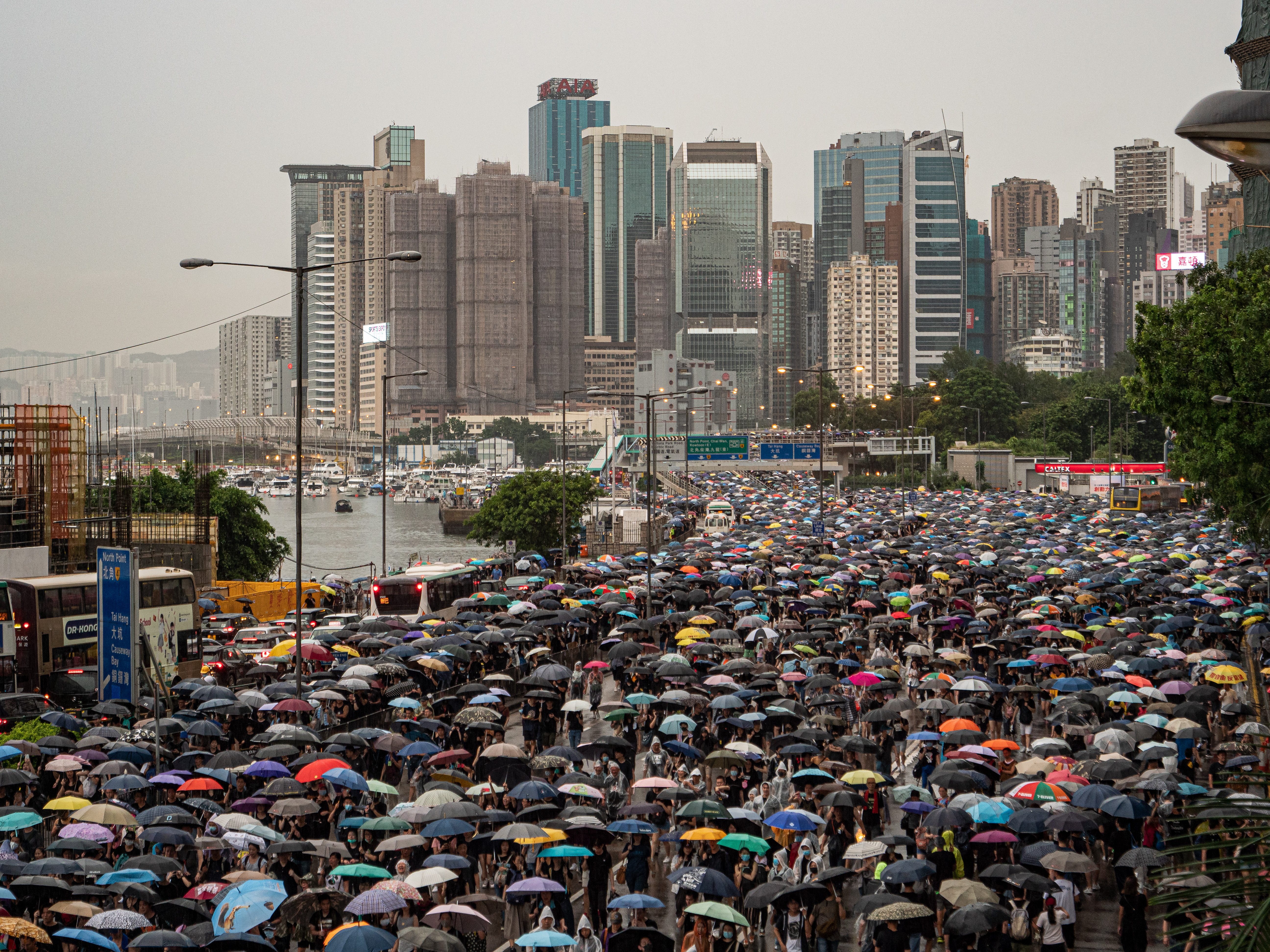
Demonstration vom 18. August 2019 mit 1,7 Millionen Teilnehmern (nach Angaben der Organisatoren)

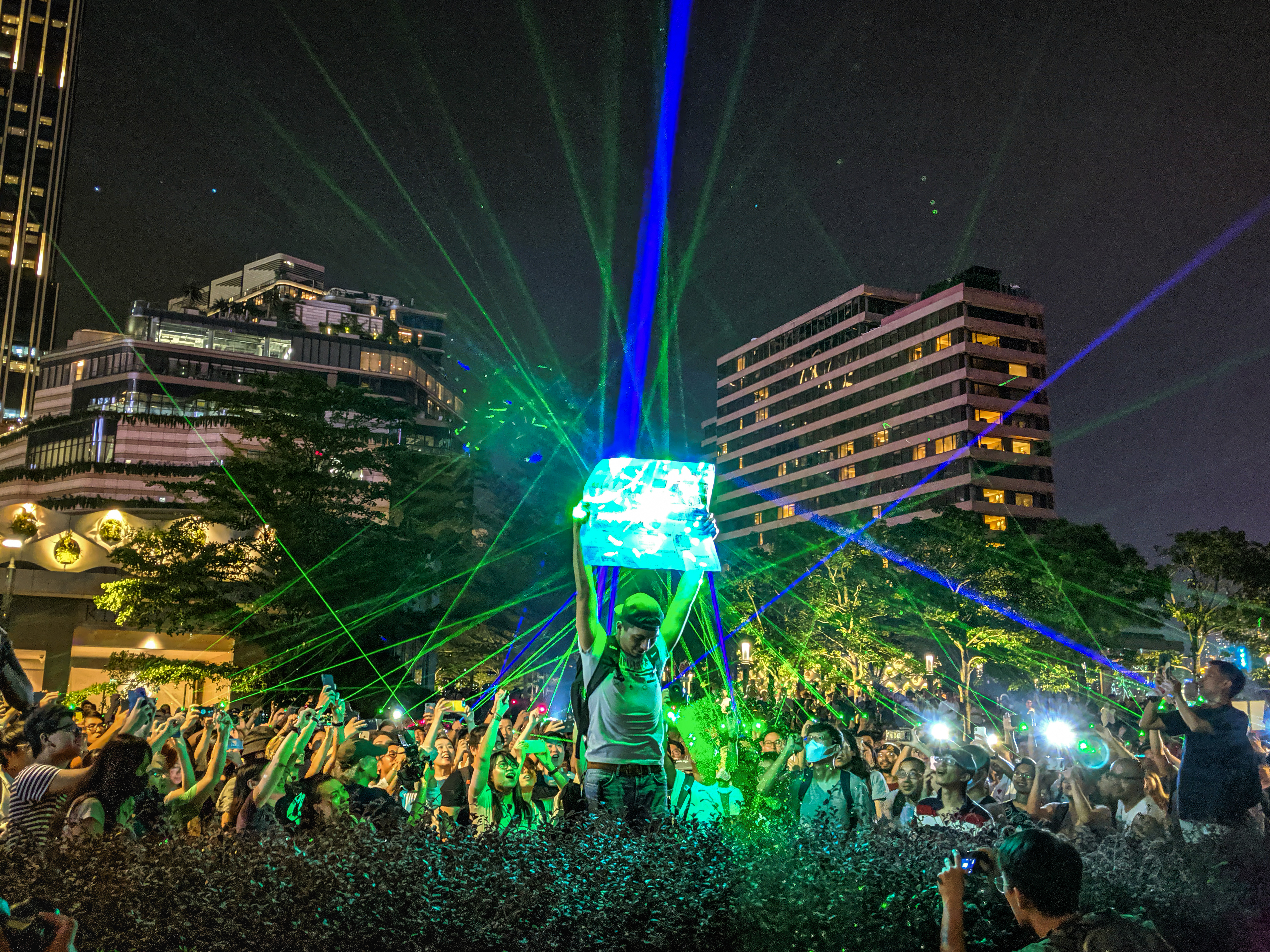
Laserpointer wurden häufig als Symbol von den Demonstranten eingesetzt. Hier wird eine Zeitung hochgehalten, da die Hongkonger Polizei behauptete, die Laser seien Waffen, da sie Löcher in die Zeitung brennen könnten.

Seit den Übergriffen in der U-Bahn-Station vom 21. Juli 2019 richteten sich die zum Teil gewaltsamen Proteste auch gegen Gewalt der Polizei, der auch Verbindung mit Kriminellen unterstellt wurde. Allgemein wurde ein zunehmender Einfluss der Volksrepublik China kritisiert. Der Hongkonger Regierungschefin Lam wurde zu große Nähe zur Regierung in Peking vorgeworfen. Für den 5. August 2019 wurde zu einem Generalstreik aufgerufen. Tausende Demonstranten legten den Verkehr lahm, Bahn- und Busdienste wurden eingestellt und zahlreiche Flüge gestrichen.
Am 6. August 2019 warnte die chinesische Regierung die Demonstrierenden vor einer weiteren Eskalation. Auf die Frage nach einem möglichen Einsatz der Volksbefreiungsarmee erwiderte Regierungssprecher Yang, dass die Hongkonger Regierung „vollständig in der Lage sei“, Ordnung und Stabilität wiederherzustellen. Am 12. und 13. August 2019 musste der Betrieb auf dem Hong Kong International Airport zeitweise eingestellt werden, da die Ankunfts- und Abflughallen von den Demonstranten durch Sitzstreiks besetzt wurden. Viele Demonstranten trugen Augenbinden, um an einen Vorfall vom 11. August 2019, als im Stadtteil Tsim Sha Tsui eine Demonstrantin durch ein Gummigeschoss der Polizei am rechten Auge schwer verletzt wurde, zu erinnern. Zeitgleich berichtete die chinesische Global Times, dass sich die Bewaffnete Volkspolizei der Volksrepublik China in Shenzhen, einer Stadt nahe der Grenze zu Hongkong, versammelt habe, offenbar um eine größere Übung durchzuführen. Präsident Donald Trump erklärte, dass ihm Geheimdienstinformationen vorlägen, nach denen Truppen der Volksbefreiungsarmee an die Grenze zu Hongkong gebracht würden. China verweigerte zwei US-Kriegsschiffen die Einfahrt in den Hafen von Hongkong: Das amphibische Transportdock Green Bay hätte am 17. August 2019 einen Zwischenstopp in Hongkong einlegen sollen, die Lake Erie im September 2019. Liu Xiaoming, Chinas Botschafter in Großbritannien, drohte mit einem Eingreifen, „um die Unruhen schnell zu unterdrücken“.
Am 18. August versammelten sich nach Angaben der Veranstalter, der Civil Human Rights Front, 1,7 Millionen Menschen zu einer zentralen Kundgebung. Reporter der dpa schätzten die Teilnehmerzahl auf deutlich mehr als eine Million Menschen.
Tags darauf kündigte Regierungschefin Carrie Lam einen Dialog mit Hongkongern aus allen Gesellschaftsschichten an. Die Forderungen der Demonstranten nach einem unabhängigen Untersuchungsausschuss zur Überprüfung der Polizeieinsätze der vergangenen Wochen lehnte sie ab.
Am 23. August bildeten etwa 210.000 Demonstranten Menschenketten von insgesamt 60 Kilometern Länge durch die Stadt, um ihren Forderungen Nachdruck zu verleihen. Das Datum war zum dreißigsten Jahrestag der Menschenketten des Baltischen Weges gewählt worden.
Am 25. August gab ein Hongkonger Polizist im Handgemenge mit Demonstranten erstmals einen scharfen Schuss ab. Von Seiten der Demonstranten war von „weißem Terror“ die Rede, da zusätzlich auch Wasserwerfer und Tränengas eingesetzt wurden, um die Menge auseinanderzutreiben. Trotz eines Verbots protestieren am 31. August 2019 wieder Tausende mit überwiegend schwarzen T-Shirts gegen die chinesische Regierung. Die Polizei ging nahe dem Parlamentssitz mit Tränengas und Wasserwerfern gegen Demonstranten vor.
Am 31. August wurde das Lied Glory to Hong Kong veröffentlicht, das weithin als Hymne der Proteste angenommen wurde.

### September

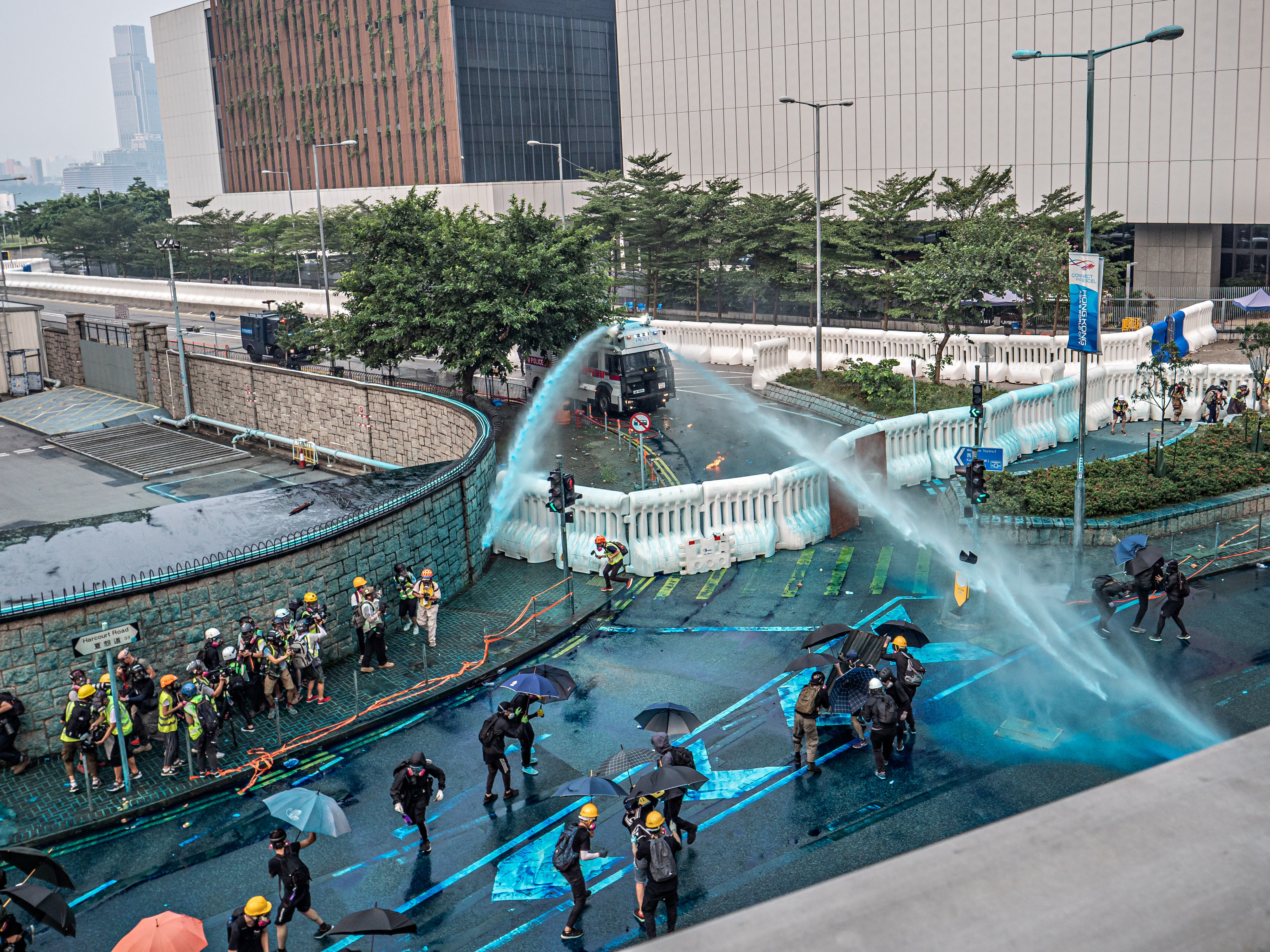
Einsatz von Wasserwerfern gegen Demonstranten

Am 4. September gab die Hongkonger Regierungschefin Carrie Lam bekannt, den Entwurf für das Gesetz der Auslieferungen nach China vollständig zurücknehmen zu wollen. Mit der formellen Rücknahme der Novelle zum Gesetz über flüchtige Straftäter und Rechtshilfe in Strafsachen erfüllt die Regierungschefin eine Forderung der Proteste. Doch setzten sich die Demonstrationen auch nach dem Zugeständnis der Regierungschefin, wenn auch in einer kleineren Größenordnung von mehreren zehntausend Teilnehmern, an dem anschließenden Wochenende fort. Dabei wurden die Forderungen aus den vorherigen Monaten wiederholt.
Die Hongkonger fürchten zudem um die Meinungs- und Versammlungsfreiheit in der chinesischen Sonderverwaltungszone, in der sie leben. Aufgrund des staatlichen Widerstands gegen die Proteste sehen sich die Demonstranten bestätigt, China bzw. dessen politische Führung in Peking werde versuchen, diese Rechte auf Dauer zu beschneiden. Diese Furcht geht so weit, dass einige Demonstranten, die Knochenbrüche erlitten haben, sich aus Sorge vor anschließenden Verhaftungen nicht in den Krankenhäusern behandeln ließen.
Joshua Wong, der wie 2014 auch bei diesen Protesten als Vorkämpfer galt, und damit im Fokus der medialen Berichterstattung steht, bat Kanzlerin Angela Merkel in einem offenen Brief, sich bei ihrem Staatsbesuch in China im September für die Forderungen der Demonstranten einzusetzen. Darauf wurde er für einen Tag in Gewahrsam genommen, ehe er für eine Veranstaltung im Restaurant des Reichstagsgebäudes nach Deutschland reiste, ohne dort Merkel zu treffen.
Dort traf Wong den deutschen Bundesaußenminister Heiko Maas (SPD). Das chinesische Außenministerium sprach daraufhin von einer „Respektlosigkeit“ gegenüber der Souveränität der Volksrepublik und einer Einmischung in innere Angelegenheiten. Das Auswärtige Amt wies die Beschwerde zurück; Treffen mit Vertretern der Zivilgesellschaft seien üblich, schließlich setze sich die Bundesregierung für Meinungsfreiheit ein. Daraufhin wurde der deutsche Botschafter in das chinesische Außenministerium bestellt, wo tiefe Unzufriedenheit zum Ausdruck gebracht und erklärt wurde, das Zusammentreffen von Wong mit Maas und anderen deutschen Politikern werde negative Konsequenzen für die deutsch-chinesischen Beziehungen haben. Wong forderte auch deutsche Hersteller von Wasserwerfern auf, diese nicht mehr an die Polizei in Hongkong zu liefern.
Staatliche Medien in China warnten die Demonstranten, die sie zuvor bereits als „Kriminelle“ bezeichnet hatten, vor weiteren Protesten, da Hongkong „untrennbarer Teil der Volksrepublik China“ sei; jeglicher Abspaltungsversuch werde „zerquetscht“. Ende des Monats fanden sich laut Veranstaltern erstmals seit August wieder bis zu 300.000 Menschen zu einer Kundgebung im Tamar Park zusammen.
Im September wurde das für Anfang Oktober 2019 vorgesehene WTA-Tennisturnier von Hongkong abgesagt.

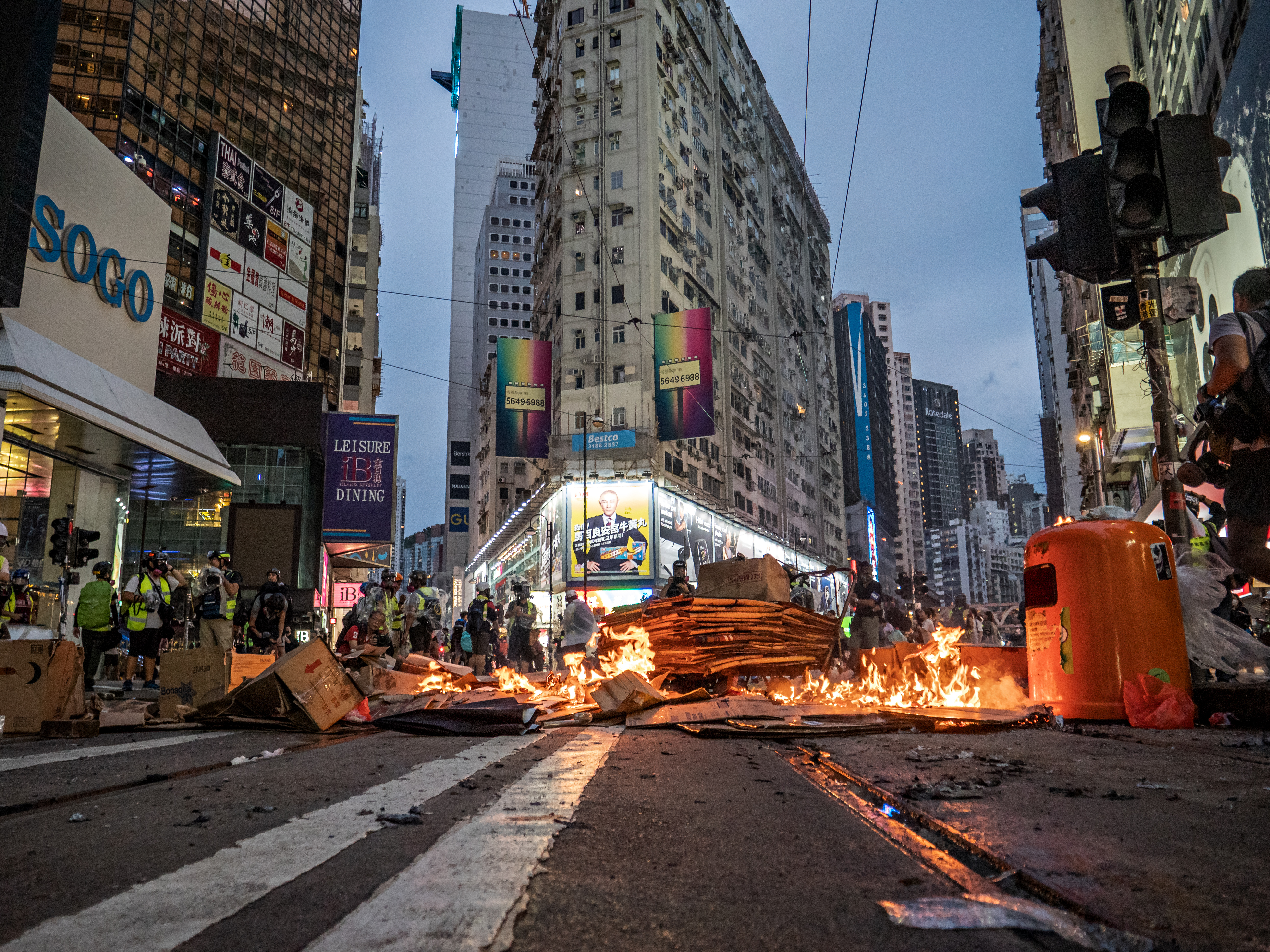
Straßenblockade im Hongkonger Ortsteil Causeway Bay Anfang Oktober.

### Oktober

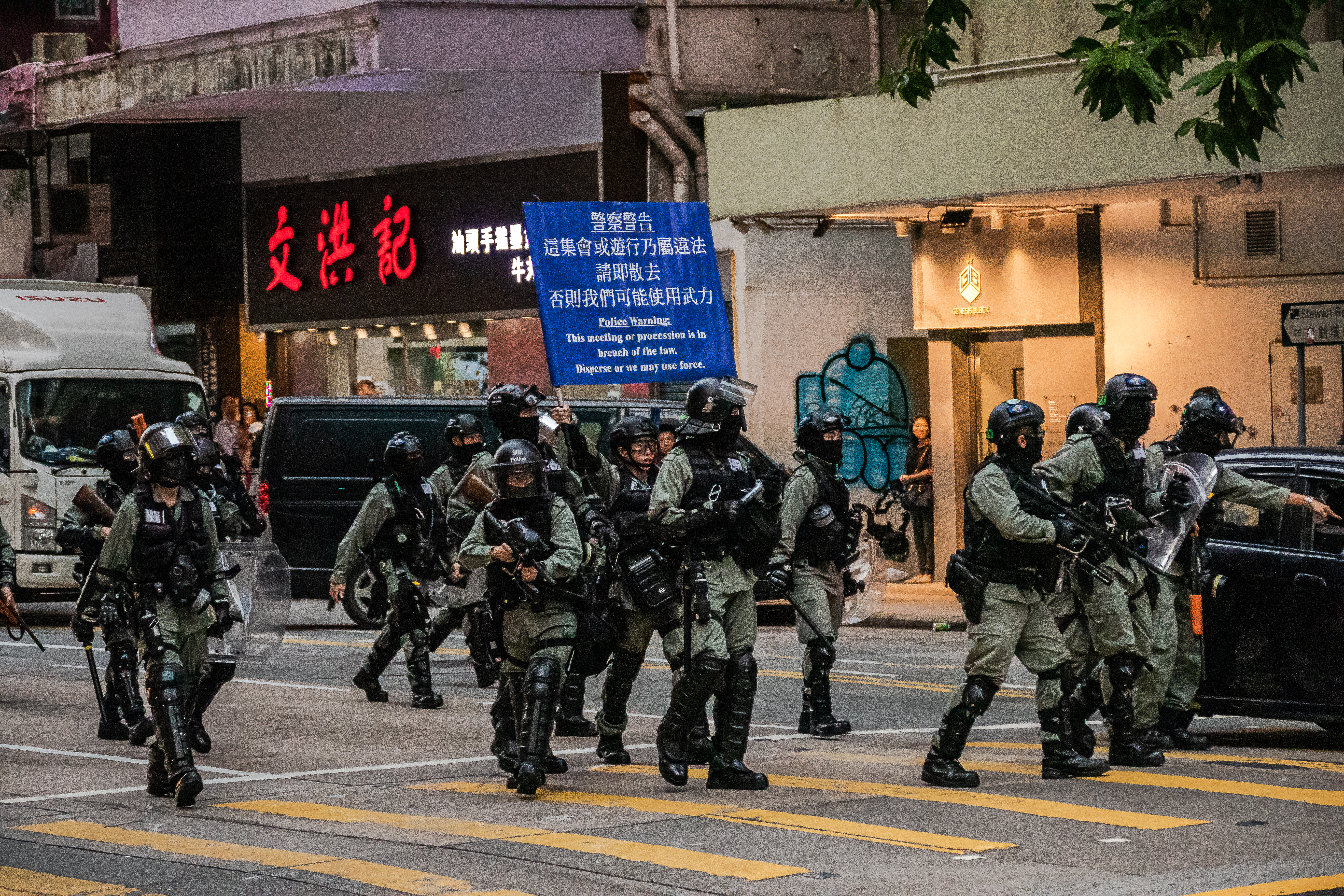
Einer der Bereitschaftspolizisten mit einem blau hinterlegten Hinweis an die Protestierenden, eine nicht genehmigte Versammlung aufzulösen.

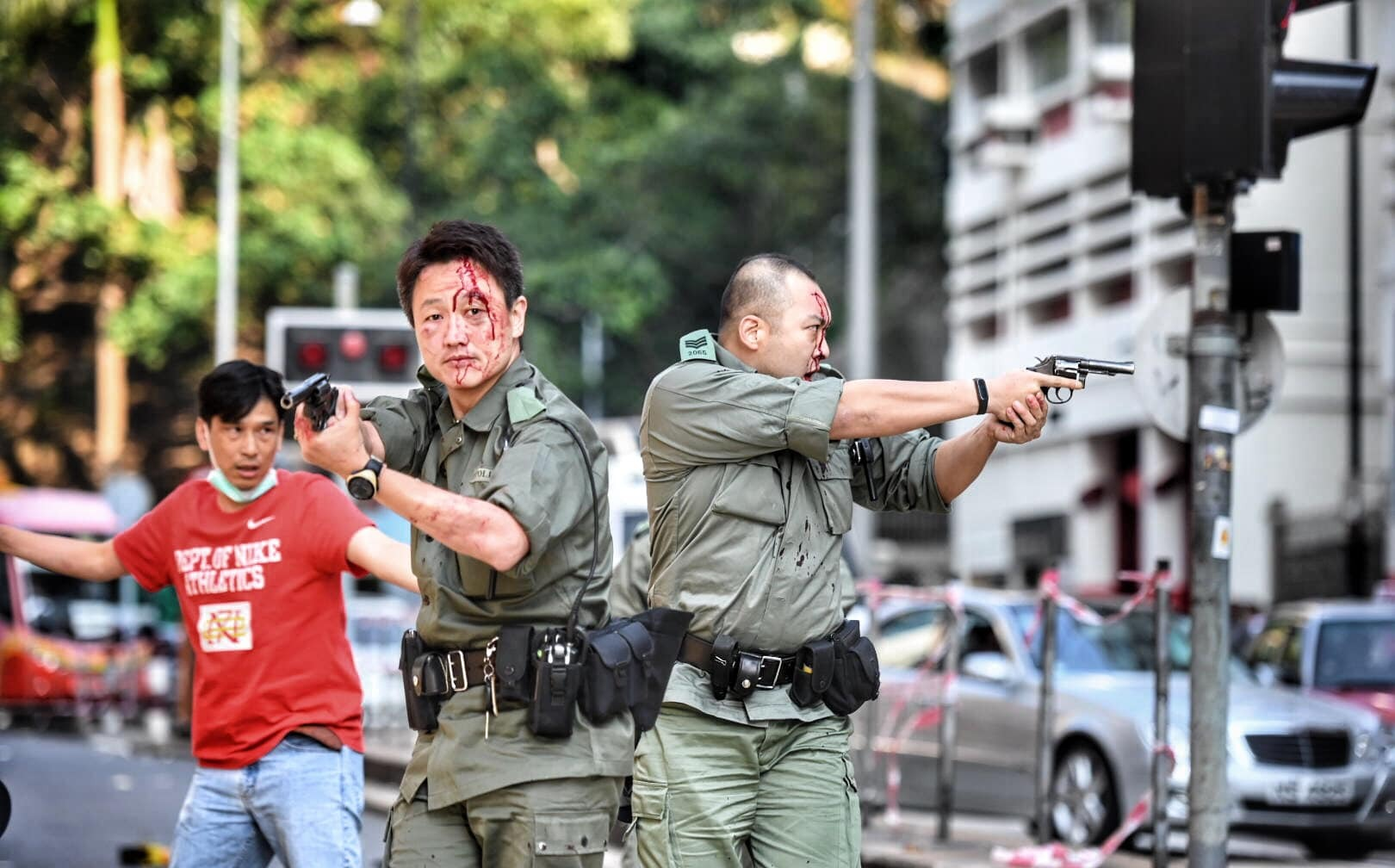
Zwei Hongkonger Polizisten mit gezogenen Revolvern nach Warnschüssen in die Luft gegen gewalttätige Demonstranten.

Vor dem 70-jährigen Jubiläum des Bestehens der kommunistischen Volksrepublik China, am 1. Oktober, wurde die Militärpräsenz bei Hongkong verdoppelt. An diesem Nationalfeiertag selbst kam es in der Nacht zu Ausschreitungen, bei denen Protestierende Molotowcocktails und Pflastersteine auf die massive Polizeipräsenz warfen und in der Hongkonger Innenstadt Barrikaden auf Straßen in Brand steckten. Tagsüber wurde der mit einem Rohr bewaffnete 18-jährige Schüler Tsang Chi-kin, der an einer chaotischen Auseinandersetzung im Distrikt Tsuen Wan beteiligt war, von einem mit gezogener Waffe herbeilaufenden Polizisten aus nächster Nähe angeschossen, als der Schüler ihn mit einer Metallstange bedrohte. Es war das erste Mal während der mehrmonatigen Proteste, dass die Polizei scharfe Munition gezielt gegen eine Person eingesetzt hat. Der Schüler wurde in kritischem Zustand in das Princess Margaret Hospital gebracht. Die Schule Tsuen Wan Public Ho Chuen Yiu Memorial College, welcher der Schüler angehört, protestierte gegen das gesamte unverhältnismäßig aggressive Vorgehen der Hong Konger Polizei. Von Mitschülern finden dort seitdem täglich Kundgebungen statt. In jener Nacht, in der 74 Protestierende und 25 Polizisten verletzt wurden, kam es zu Festnahmen von über 180 Personen.
Am 4. Oktober erließ die Regierung ein Vermummungsverbot, das auch Atemschutzmasken mit einbezieht, die unter der Bevölkerung aufgrund des gelegentlich vorherrschenden Smogs verbreitet sind und mit denen sich die Demonstranten bisher auch vor Tränengas schützten; sie wandte dabei ein Notstandsgesetz aus der Kolonialzeit Hongkongs an. Die Zuwiderhandlung gegen das Verbot wird mit einer Freiheitsstrafe von einem Jahr oder einer Geldstrafe von 25.000 Hongkong-Dollar sanktioniert. Daraufhin demonstrierten am 5. Oktober tagsüber mehrere hundert mit Atemschutzmasken ausgestattete Zivilisten gegen jenes Verbot. In der Nacht zuvor gingen abermals Protestierende auf die Straße und demolierten Geschäfte und U-Bahn-Stationen, sodass letztere tags darauf geschlossen waren. Ein 14-jähriger Junge erlitt bei den Auseinandersetzungen eine Schusswunde am Bein, die laut Auskunft der Polizei ernst, aber nicht lebensbedrohlich war. Am 6. Oktober wurde von der Hongkonger Kaserne der festlandchinesischen People’s Liberation Army (PLA) eine gelbe Flagge gezeigt, um die Demonstranten davor zu warnen, dass sie von Festlandchina für die Bestrahlung der Kaserne mit Laserpointern verhaftet werden könnten; auf dem Dach der Kaserne waren uniformierte PLA-Soldaten bei der Beobachtung von Demonstranten zu erkennen, wobei die Soldaten Ferngläser und Kameras einsetzten. Dies war der erste direkte Kontakt der Demonstranten mit der PLA seit Beginn der Proteste.
Trotz Einschränkungen im Straßenverkehr fanden sich am 20. Oktober zehntausende Demonstranten zu einem Protestmarsch im Stadtteil Kowloon zusammen. Unter dem Protestzug waren zahlreiche Demonstranten, die sich dem Vermummungsverbot widersetzten. Laut der Nachrichtenagentur Reuters wurden während des Protestzugs Geschäfte und U-Bahn-Stationen verwüstet, die Polizei setzte Tränengas gegen jene Demonstranten ein, die mit Molotowcocktails eine Polizeistation in Brand zu stecken versuchten.
Am 23. Oktober 2019 wurde der Entwurf zum Auslieferungsgesetz offiziell zurückgezogen. Am selben Tag wurde auch der mutmaßliche Mörder Chan Tong-kai, dessen Fall von der Hongkonger Regierung beispielhaft zur Rechtfertigung ihres Auslieferungsgesetzes zitiert worden war, nach 19 Monaten wieder aus der Haft entlassen. Von den 29 Monaten Haft, zu denen er im April 2019 verurteilt worden war, waren ihm ein Drittel wegen guter Führung erlassen worden. Außerdem wurden ihm 13 Monate Untersuchungshaft angerechnet. Gleichzeitig kündigte Chan an, sich der Strafverfolgung in Taiwan zu stellen.
Am 26. Oktober 2019 demonstrierten Krankenhausbedienstete in der Stadt gegen das aus ihrer Sicht unverhältnismäßig gewaltsame Vorgehen der Polizei bei der Auflösung von Versammlungen und Festnahmen innerhalb der letzten Monate.
In einem Interview bestätigte ein in einem Krankenhaus angestellter Arzt, dass sich Teile der ärztlichen Belegschaft nach der Arbeit organisieren, um Verletzte an einem nicht öffentlichen Ort medizinische Hilfe zukommen zu lassen, da die Hongkonger Polizei Zugang zu Patientendaten hat und Demonstranten in manchen Fällen den Gang zu den Krankenhäusern, an und in denen Polizeibeamte sind, scheuen.
Dass die Polizei Patientendaten einsehen kann, wird durch ein Reglement ermöglicht, das für Großschadenslagen gedacht ist und seit den Protesten für die Polizeiarbeit benutzt wird. Der Arzt beklagt weiterhin, dass die Polizei das auf den Straßen mobile Erste-Hilfe-Personal trotz Schutzzeichen nicht respektiert und medizinische Behandlungen auch in Krankenhäusern mitunter durch die Polizei gestört werden.

### November

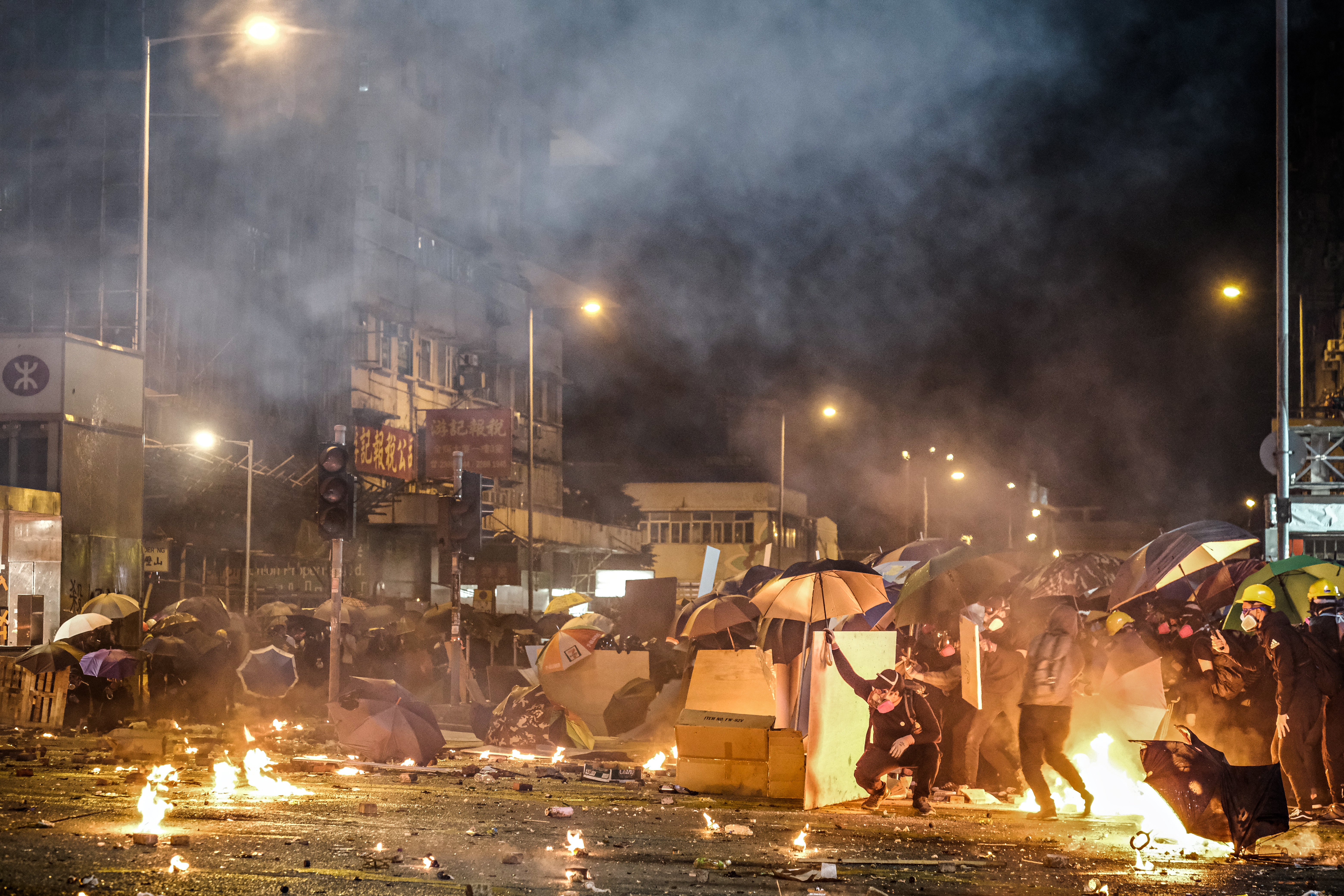
Demonstranten versuchen eine Straßensperre zu durchbrechen, um zu ihren in der Polytechnischen Universität eingekesselten Mitstreitern zu gelangen

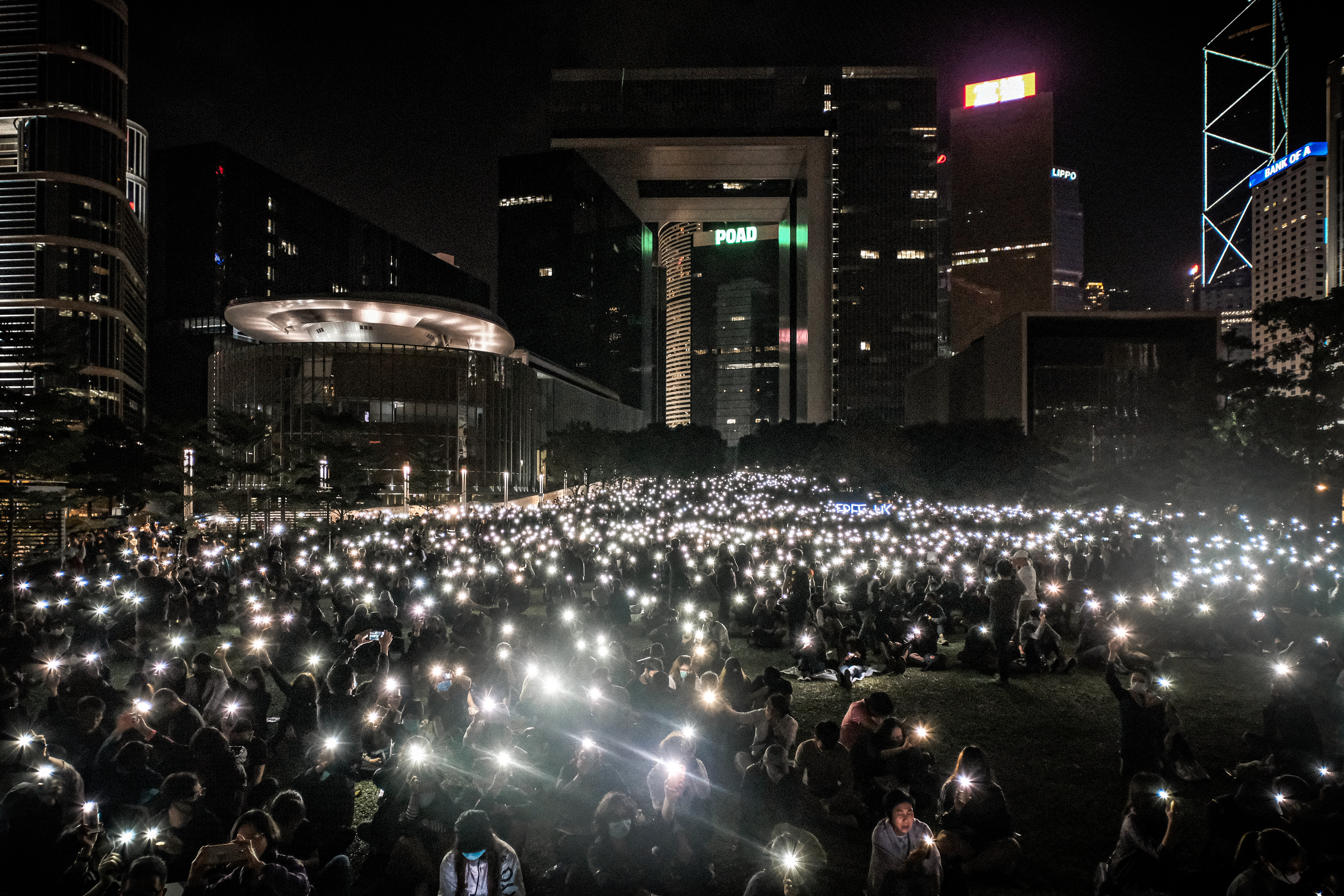
Ein Lichtermeer aus Handy-Lampen als Symbol des Protests

Auch im November setzten sich die Wochenenddemonstrationen fort.
Am Morgen des 2. November löste die Polizei in Victoria Park eine Versammlung von mehreren tausend Demonstranten kurz nach Beginn auf, da sie die Begründung der Organisatoren, die Veranstaltung stehe in Bezug zur Distriktwahl am 24. November, ablehnte. Die von Organisatoren ursprünglich angestrebte Genehmigung als Demonstration hatte die Polizei zuvor ebenfalls verweigert. Daraufhin kam es in der Umgebung zu Ausschreitungen. Dabei setzte die Polizei Tränengas ein. Einige Demonstranten warfen Brandbomben. Unter anderem wurde die Glasfassade des Gebäudes der chinesischen Nachrichtenagentur Xinhua verwüstet.
Am Sonntag, dem 3. November, verletzte ein pekingtreuer Anhänger mit einem Messer mehrere Demonstranten im Osten von Hong Kong Island. Die aufgebrachte Menge schlug und trat daraufhin auf den Angreifer ein.
In der folgenden Nacht errichteten Demonstranten Straßensperren im Distrikt Sai Kung und warfen Pflastersteine auf die Polizei, die Tränengas einsetzte. Der 22-jährige Alex Chow, Student der Hong Kong University of Science and Technology, wurde in jener Nacht in einem Parkhaus bewusstlos und mit schweren Kopfverletzungen aufgefunden. Er war beim Versuch, dem Tränengas zu entkommen, gestürzt und erlag den Verletzungen.
Fanden die zu Ausschreitungen gewordenen Demonstrationen bisher meist an den Wochenenden statt, setzten sie sich nun erstmals unter der Woche fort.
So störten am Montag, dem 11. November, Blockaden Protestierender den morgendlichen Berufsverkehr erheblich; darunter in MTR-Stationen. Diese wurden geschlossen, da unter anderem leere Züge in der Nacht zuvor mit Brandsätzen beschädigt wurden.
Ein Demonstrant, der einen Polizisten an der Festnahme eines anderen Demonstranten hindern wollte, wurde von jenem angeschossen und im Unterleib schwer verletzt. Ein anderer Polizist fuhr mit einem Dienstmotorrad gezielt Demonstranten um.
Am Dienstag wurde ein Bauarbeiter bei einem Streit mit Protestlern mit einer brennbaren Flüssigkeit überschüttet und angezündet.
Nachdem bereits am Mittwoch Schulen und Universitäten der Proteste wegen schlossen, stellten am Donnerstag alle Schulen den Betrieb für den Rest der Woche ein. Mehrere Universitäten beendeten das Wintersemester vorzeitig, da dort Ausschreitungen andauerten bzw. sich bewaffnete Studenten, wie bspw. in der Polytechnischen Universität Hongkong, verschanzten. Die Polizei umstellte die polytechnische Universität, welche die Letzte ist, wo sich gewaltbereite Studierende mit archaischen Waffen und Molotowcocktails und Brandbomben verschanzten.
Unterdessen entfernten unbewaffnete Soldaten der Volksbefreiungsarmee Straßenbarrikaden bei der Hong Kong Baptist University.
Bei den Kommunalwahlen in Hongkong am 24. November konnten die Parteien des Pro-Demokratie-Lagers, welches der Sache der Demonstrierenden nahe steht, bei einer Rekord-Wahlbeteiligung von über 71 % 17 der 18 Distrikte von Hongkong deutlich für sich entscheiden. Sie konnten ihr Ergebnis von vorher 124 auf 388 Sitze (über 85 %) mehr als verdreifachen, während Peking-nahe Parteien nur 62 Sitze (ca. 14 %) errangen; ein Verlust von über 242 Sitzen. Beobachter sprachen von einem „Erdrutschsieg“ der Demokratiebewegung. Obwohl die zur Wahl stehenden Bezirksausschüsse wenig politischen Einfluss haben, galt die Wahl als einzig demokratische in Hongkong und das Ergebnis als symbolisch wichtige Bestätigung für die Protestbewegung, weil die Regierung unter Carrie Lam zuvor oft behauptet hatte, die Demonstranten sprächen nicht für eine Bevölkerungsmehrheit.

### Dezember
Am Sonntag, den 8. Dezember, gingen bei einem von den Behörden genehmigten Protestmarsch nach Angaben der Organisatoren etwa 800.000 Menschen durch die Hongkonger Innenstadt. Laut Polizei nahmen nur etwa 183.000 Menschen an der weitgehend friedlich verlaufenen Demonstration teil.

### Januar 2020

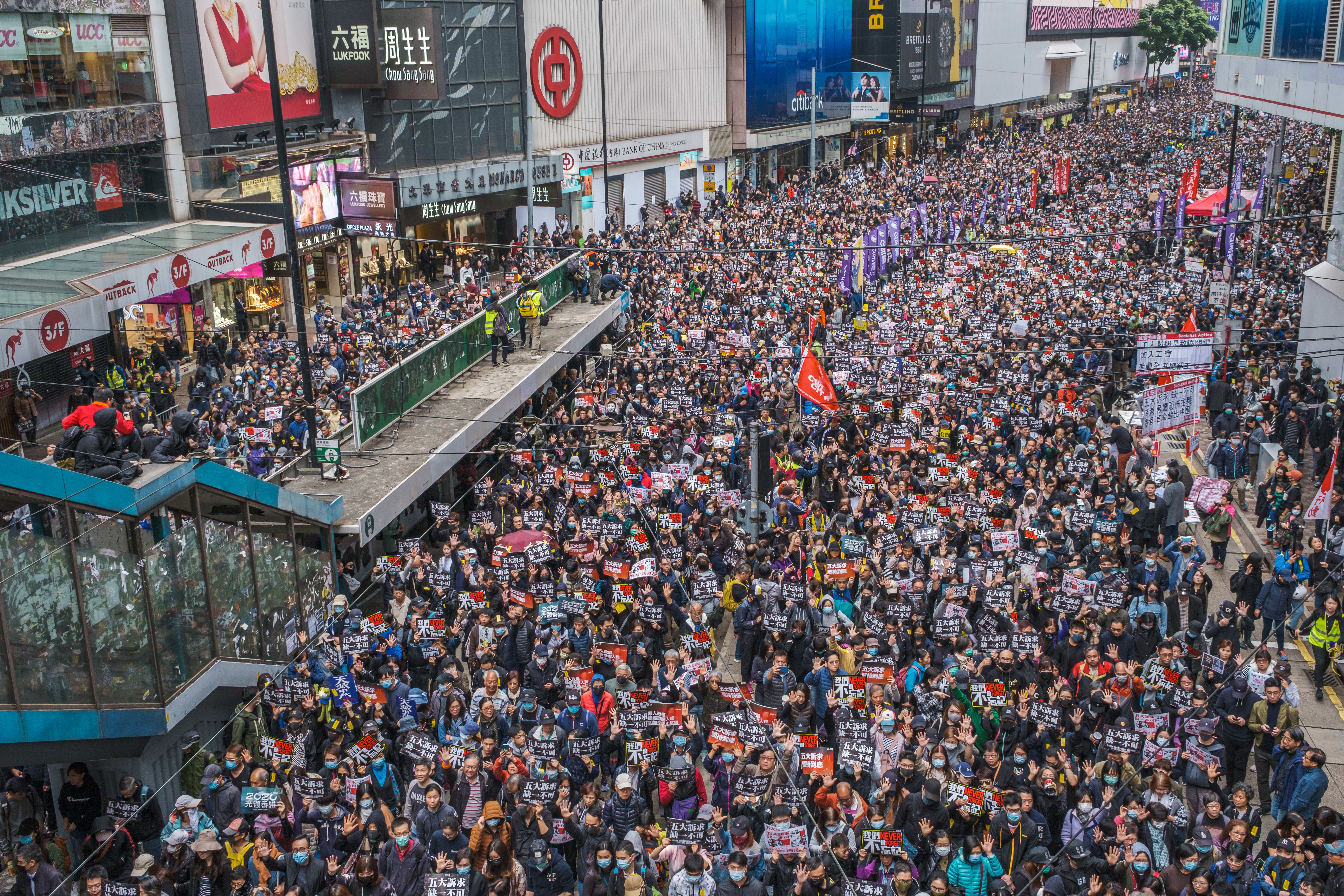
Beim Neujahrsmarsch gingen erneut hunderttausende Menschen auf die Straßen

Am Neujahrstag 2020 fanden erneut Demonstrationen mit mehreren hunderttausend Teilnehmern statt. Am 19. Januar fand im Central District eine Demonstration unter dem Motto „Universal Siege against Communism“ („Allgemeine Belagerung gegen den Kommunismus“) statt. Die Organisatoren sprachen von 150,000 Teilnehmern, während die Polizei eine Schätzung von maximal 11,680 Teilnehmern gab. Im Verlauf der Demonstration verließ ein Teil der Teilnehmer den für die Demonstration genehmigten Bereich, den Chater-Garden-Park, und baute vorübergehend Barrikaden aus Regenschirmen, Leitkegeln und anderen Gegenständen auf angrenzenden Straßen; außerdem gruben sie Pflastersteine aus. Bei der daraufhin erfolgenden Auflösung der Demonstration durch die Polizei kam es zu Ausschreitungen, bei denen die Polizei Tränengas einsetzte und mehrere Polizisten verletzt wurden. Die Polizei nahm den bekannten Aktivisten Ventus Lau fest mit der Begründung, er habe als Organisator der Demonstration die Verletzung der Demonstrationsauflagen zu verantworten sowie sich gegen polizeiliche Maßnahmen gestellt.

### Februar
Nachdem die COVID-19-Pandemie zu einer Unterbrechung der Massenproteste geführt hatte und auch die kleineren Proteste zeitweise abgeflaut waren, kam es in der Nacht vom 29. Februar auf den 1. März in den Distrikten Mong Kok und Prince Edward erneut zu schweren Auseinandersetzungen zwischen Demonstranten und der Polizei. Diese begannen, als etwa 100 Demonstrierende sich weigerten, der Aufforderung der Polizei zur Auflösung der Versammlung, die an die Ereignisse in der MTR-Station Prince Edward am 31. August 2019 erinnerte, nachzukommen. Eine Gruppe Demonstrierender, die im Laufe der Nacht anwuchs, warf Molotowcocktails und Steine auf Polizisten; die Polizei reagierte mit Tränengas und Pfefferspray. Ein Polizeibeamter zog seine Dienstwaffe und richtete sie auf Demonstranten, die ihn nach Aussage der Polizei mit Steinen, Bambusrohren und anderen harten Gegenständen attackierten. Die Polizei verhaftete 115 Personen.

### April
Mitte April verhaftete die Polizei 14 Aktivisten der Demokratiebewegung. Unter diesen befinden sich die führenden Köpfe, denen die Organisation von illegalen Versammlungen im Jahr 2019 vorgeworfen wird. Die bekannten Namen sind dabei z. B. der Medienunternehmer Jimmy Lai und die ehemaligen Abgeordneten Martin Lee, Margaret Ng, Albert Ho, Leung Kwok-hung und Au Nok-hin. Die Bewegung sieht diese Aktion als Einschüchterungsversuch der Regierung, um die Opposition zum Schweigen zu bringen.

### Mai
Im Mai kündigte die Kommunistische Partei Chinas an, ein „Gesetz über die nationale Sicherheit“ für Hongkong verabschieden zu wollen, durch das verschiedene oppositionelle Aktivitäten (darunter „Abspaltungen, ausländische[r] Einfluss, Terrorismus und alle aufständischen Aktivitäten, […] die den Sturz der Zentralregierung zum Ziel hätten“) unter Strafe gestellt werden. Zudem sieht es vor, dass künftig auch Sicherheitskräfte aus Festlandchina in Hongkong eingesetzt werden können. Trotz heftiger Proteste vonseiten der Hongkonger Bevölkerung ermächtigte der Nationale Volkskongress in Peking am 28. Mai ohne Beteiligung des Hongkonger Parlaments seinen Ständigen Ausschuss, das Gesetz zu beschließen. Das Gesetz, das relativ weitreichend und unspezifisch formuliert ist und als Anhang an das Hongkonger Grundgesetz angefügt wird, wurde in den nachfolgenden Wochen vom Ständigen Ausschuss des Politbüros weiter konkretisiert.
In Reaktion darauf verurteilten die Regierungen der Vereinigten Staaten, des Vereinigten Königreichs, Australiens und Kanadas in einer gemeinsamen Deklaration das Sicherheitsgesetz und warfen der Volksrepublik China vor, damit ihre Verpflichtungen aus der Gemeinsamen Erklärung zu Hongkong zu brechen. US-Außenminister Mike Pompeo erklärte, dass China das vertraglich zugesicherte Prinzip „ein Land, zwei Systeme“ verletzt habe und die USA Hongkong daher nicht länger als autonome Region betrachten können. Dies könne nicht nur ökonomische Folgen für China haben, sondern signalisiere auch eine mögliche Verletzung des Hong Kong Human Rights and Democracy Act durch die Volksrepublik China, was Sanktionen nach sich ziehen könne. Der britische Außenminister Dominic Raab kündigte an, die Visa-Regeln für Hongkonger (nach wie vor sogenannte British Nationals) zu lockern. Die taiwanesische Präsidentin Tsai Ing-wen verkündete, allen flüchtenden Hongkongern Asyl gewähren zu wollen. Die Hongkonger Dissidenten Joshua Wong und Glacier Kwong forderten die Westliche Welt dazu auf, Sanktionen gegen die chinesische Zentralregierung zu verhängen, sowie konkret von Deutschland und der EU, ein Gesetz ähnlich dem Magnitsky Act zu verabschieden. Ihnen zufolge sei das Sicherheitsgesetz sogar noch schlimmer als das Auslieferungsgesetz und ein „vernichtender Schlag gegen die bürgerliche Freiheiten und die ohnehin fragile Autonomie Hongkongs“.
Infolge des Sicherheitsgesetzes kam es erneut zu Demonstrationen in Hongkong. Während der in Zeiten der COVID-19-Pandemie stattfindenden Gegenproteste im Ortsteil Causeway Bay wurden 180 Personen festgenommen; es kam zum Einsatz von Wasserwerfern und Tränengas.

### Juni
Am 30. Juni 2020 verabschiedete der Ständige Ausschuss des Nationalen Volkskongresses einstimmig das im Mai 2020 angekündigte „Gesetz zum Schutz der nationalen Sicherheit in Hongkong“ und stimmte unter Umgehung des Hongkonger Parlaments für seine Aufnahme als Zusatz in die Verfassung der Sonderverwaltungszone. Staats- und Parteichef Xi Jinping unterzeichnete das Gesetz noch am selben Tag, womit es am 30. Juni um 23 Uhr Ortszeit, kurz vor Beginn des 23. Jahrestages der Übergabe Hongkongs an die Volksrepublik China, in Kraft trat. Es erlaubt der Volksrepublik unter anderem, eigene Sicherheitskräfte in Hongkong einzusetzen, um dort Strafermittlungen gegen Vorgänge aufzunehmen, die sie als „subversiv, separativ oder terroristisch“ definiert und in denen sie ein Verbrechen gegen die nationale Sicherheit zu erkennen meint (siehe oben). In den Fällen, in denen das nationale Sicherheitsbüro eine Strafverfolgung aufnimmt, ist es nach dem erlassenen Gesetz nicht an die Hongkonger Gesetze gebunden, sondern kann Verdächtige nach Festlandchina überführen, wo diese bei „schweren Vergehen“ zu lebenslanger Haft oder einem Minimum von zehn Jahren Gefängnis verurteilt werden. Dies gilt auch für Vergehen, die von Ausländern in oder außerhalb von China begangen wurden – dazu zählt etwa auch die Unterstützung der Demokratiebewegung oder der Aufruf zu Sanktionen. Zudem genießt das Sicherheitsgesetz Vorrang vor sämtlichen innerstaatlichen Gesetzen Hongkongs. Es autorisiert die Regierung, Geschworenenprozesse und publikumsoffene Anhörungen auszusetzen und erlaubt der Hongkonger Polizei Hausdurchsuchungen ohne richterlichen Beschluss durchzuführen.
Infolgedessen erklärte Joshua Wong, bisher Generalsekretär der Oppositionspartei Demosistō und Wortführer der Proteste, am 30. Juni seinen Rücktritt. Auch Nathan Law, Agnes Chow und weitere Anführer des Pro-Demokratie-Lagers folgten dem Schritt, weil sie nun ebenfalls eine politische Verfolgung befürchten. Noch am selben Tag gab die Partei Demosistō ihre sofortige Selbstauflösung bekannt.

### Juli
Bereits am 1. Juli 2020 gab es erste Festnahmen unter dem neuen Sicherheitsgesetz; unter anderem für das Mitführen einer Flagge der Demokratiebewegung sowie das Tragen eines T-Shirts mit der Aufschrift „Free Hong Kong“. Zudem wurden Wasserwerfer und Reizgas eingesetzt.
Am 11. und 12. Juli nahmen mehr als 600,000 Hongkonger an Vorwahlen teil, mit denen die pro-demokratische Opposition ihre Kandidaten für die Wahlen zum Legislativrat, die für den 6. September geplant waren, bestimmte. Der Erfolg der „Lokalisten“ bei den Vorwahlen wurde von Beobachtern als Votum gegen das Sicherheitsgesetz gewertet. Der Leiter des chinesischen Verbindungsbüros in Hongkong, Luo Huining, verurteilte die Wahlen als einen möglichen Verstoß gegen das Sicherheitsgesetz. Dieser Vorwurf wurde auch von der Hongkonger Stadtregierung erhoben, wobei sie auf die von einigen Kandidaten geäußerte Absicht Bezug nahm, nach Einzug in den Legislativrat durch ein wiederholtes Veto des Regierungshaushaltes diesen zu blockieren und dadurch nach dem Hongkonger Grundgesetz die Absetzung der Regierungschefin Carrie Lam zu erzwingen. Da der Legislativrat 70 Sitze hat, wurde für diese Strategie der Begriff „35 Plus“ verwendet. Ein Befürworter dieser Strategie war der bereits bei der Organisation der Regenschirmbewegung von 2014 maßgeblich beteiligte Aktivist und Universitätsangestellte Benny Tai.
Am 30. Juli wurden Joshua Wong und andere bei den Vorwahlen erfolgreiche Kandidaten von der Wahl für den Legislativrat ausgeschlossen, da sie laut Aussage der Stadtregierung das Hongkonger Grundgesetz nicht unterstützten. Tags darauf wurden die Wahlen zum Legislativrat mithilfe eines aus der britischen Kolonialzeit stammenden Notstandsgesetzes auf den 5. September 2021 verschoben, wobei die Regierung die sich zuletzt verschärfende COVID-19-Pandemie in der Stadt anführte. Beobachter sahen diese Begründung als fadenscheinig an und vermuteten, es sei der Stadtregierung stattdessen daran gelegen gewesen, eine Blamage wie bei den Kommunalwahlen im November 2019 zu vermeiden. Dem Ersuchen der Stadtregierung, eine entsprechende Verlängerung der Legislaturperiode des bestehenden Parlaments zu bewilligen – was einen Bruch mit der im Hongkonger Grundgesetz festgeschriebenen Dauer der Legislaturperiode von vier Jahren bedeutete –, kam die chinesische Zentralregierung nach. Ende September gaben die beiden Demokraten Ray Chan und Eddie Chu ihr Ausscheiden aus dem Legislativrat bekannt, da sie nicht in einem „ernannten“ Parlament, wie sie es bezeichneten, sitzen wollten.

### November
Am 12. November trat die prodemokratische Oppositionsfraktion im Hongkonger Parlament geschlossen zurück, nachdem vier prodemokratische Abgeordnete, die die Hongkonger Behörden als „Bedrohung der nationalen Sicherheit“ einstuften, aus dem Parlament ausgeschlossen worden waren.

### Weiterer Verlauf ab 2021 – politische Folgen
Am 6. Januar 2021 wurden in der bisher größten Festnahmeaktion seit Inkrafttreten des Sicherheitsgesetzes rund 50 Politiker und prodemokratische Aktivisten verhaftet, darunter die ehemaligen Abgeordneten Claudia Mo, Helena Wong, Lam Cheuk-ting und James To, der Aktivist und frühere Juraprofessor Benny Tai, Joshua Wong sowie der frühere Vorsitzende der Democratic Party, Wu Chi-wai. Ihnen wird vorgeworfen, im Juli 2020 inoffizielle Vorwahlen zum Legislativrat organisiert oder bei diesen kandidiert zu haben (siehe Abschnitt: Juli 2020). Dies wird von der Regierung als staatsgefährdende Subversion und somit Verstoß gegen das Sicherheitsgesetz ausgelegt. Der Vorsitzende des Ausschusses für internationalen Handel im Europaparlament, Bernd Lange, bezeichnete die Verhaftungen als Verstoß gegen den Geist der Nachhaltigkeitsregeln im erst wenige Tage zuvor vereinbarten Investitionsabkommen zwischen der EU und der Volksrepublik China und ganz klar keine Basis für eine konstruktive Zusammenarbeit. Am 6. Februar 2023 begann der Prozess gegen die 47 Demokratieaktivisten. Es handelte sich um den größten Prozess wegen Verstößen gegen das Chinesische Sicherheitsgesetz für Hongkong. Nach Angaben der Hongkonger Zeitung South China Morning Post erschienen von den insgesamt 47 Angeklagten jene 18 vor Gericht, die im Vorfeld angegeben hatten, sich nicht schuldig bekennen zu wollen. Zum Prozessauftakt änderten zwei der 18 Angeklagten ihre Angaben und bekannten sich schuldig.
Im Juni 2021 stürmten 500 Polizisten die Redaktionsräume der pro-demokratischen Tageszeitung Apple Daily, beschlagnahmten journalistische Unterlagen und verhafteten die Direktoren der Zeitung. Die Sicherheitspolizei Hongkongs fror das Vermögen der Zeitung ein; eine Woche später stellte sie ihr Erscheinen ein.
Im August 2021 gab die Civil Human Rights Front, Hongkongs größte prodemokratische Bürgerorganisation, ihre Auflösung bekannt. Laut der Bekanntmachung habe die Regierung Hongkongs die COVID-19-Pandemie als Vorwand benutzt, um eigene Anträge auf öffentliche Kundgebungen abzulehnen. Zudem sei niemand mehr bereit gewesen, die Führung der Organisation zu übernehmen. Ihr ehemaliger Anführer der Gruppe, Figo Chan, saß zu dem Zeitpunkt in Haft. Die Hongkonger Allianz, die jährliche Mahnwachen zum Gedenken an das Tian’anmen-Massaker von 1989 organisierte, löste sich im September 2021 angesichts des wachsenden Drucks der Behörden ebenfalls auf.

## Reaktionen
Am 6. Oktober 2020 gab eine Gruppe von 39 Ländern, darunter Albanien, Australien, Österreich, Belgien, Bosnien und Herzegowina, Bulgarien, Kanada, Kroatien, Dänemark, Estland, Finnland, Frankreich, Haiti, Honduras, Island, Irland, Italien, Japan, Lettland, Liechtenstein, Litauen, Luxemburg, die Republik Marshallinseln, Monaco, Nauru, das Königreich der Niederlande, Neuseeland, Nordmakedonien, Norwegen, Palau, Polen, die Slowakei, Slowenien, Spanien, Schweden, die Schweiz, das Vereinigte Königreich, die Vereinigten Staaten und Deutschland, eine Erklärung ab, um China wegen seiner Menschenrechtsverletzungen an ethnischen Minderheiten und wegen Freiheitsbeschränkungen in Hongkong anzuprangern.

### Deutschland
Margarete Bause (Bündnis 90/Die Grünen), stellvertretende Vorsitzende der Deutsch-Chinesische Beziehungen Parlamentariergruppe, sowie Gyde Jensen (FDP), Vorsitzende des Ausschusses für Menschenrechte und humanitäre Hilfe, forderten, Deutschland und die EU müssten sich deutlich auf die Seite der friedlichen Demokratiebewegung stellen und auch Sanktionen verhängen. Sie werfen Bundesaußenminister Heiko Maas (SPD) und Bundeskanzlerin Angela Merkel (CDU) vor, das Vorgehen Chinas nicht deutlich zu kritisieren. Von offizieller Seite hieß es bis Anfang Juli – kurz nach der Erlassung des nationalen Sicherheitsgesetzes für Hongkong – nur, man sei „besorgt“ über die Ereignisse und werde im „Dialog mit China [die] Bedenken weiterhin zum Ausdruck bringen“. Als Reaktion auf die Verschiebung der Wahlen zum Legislativrat, den vorangehenden Ausschluss von Oppositionskandidaten und die Festnahme von Aktivisten auf Grundlage des Sicherheitsgesetzes setzte Deutschland das Auslieferungsabkommen mit Hongkong am 31. Juli aus.

### Vereinigte Staaten
Die Vereinigten Staaten verurteilten mehrmals die Polizeigewalt und die Angriffe auf Bürgerrechte in Hongkong. Am 14. Juli 2020 unterzeichnete US-Präsident Donald Trump den Hong Kong Human Rights and Democracy Act, um für Menschenrechtsverletzungen verantwortliche Offizielle zu bestrafen.
Hierdurch kann Besitz Betroffener in den USA eingefroren und die Einreise in die Vereinigten Staaten verwehrt werden. Auch gegen ausländische Banken können Strafen verhängt werden. US-Finanzinstitutionen kann untersagt werden, Banken Kredite zu vergeben. Außerdem verfügte Trump, Hongkongs Vorzugsbehandlung zu beenden. Die Stadt werde wie ein Teil Chinas behandelt.

### Großbritannien
Der britische Premierminister Boris Johnson stellte am 1. Juli 2020 fest, dass die Volksrepublik mit dem nationalen Sicherheitsgesetz gegen das in der Gemeinsamen Erklärung zu Hongkong vertraglich festgeschriebene Prinzip „ein Land, zwei Systeme“ verstoßen habe. Er kündigte daraufhin an, Millionen Hongkongern die Flucht nach und einen Aufenthaltsstatus im Vereinigten Königreich gewähren zu wollen.

### Vereinte Nationen
Die UN-Hochkommissarin für Menschenrechte, Michelle Bachelet stellte fest, dass Sicherheitskräfte das Leben von Protestteilnehmern gefährdet haben. Bachelet forderte die Hongkonger Behörden auf, sicherzustellen, dass internationale Normen eingehalten werden. Die Proteste führten dazu, dass einige Länder (wie Großbritannien, Irland, Kanada) Reisewarnungen oder Verhaltenshinweise für Hongkong aussprachen.

### Europäische Union
Der Fraktionsvorsitzende der EVP, Manfred Weber, sagte, die Menschen in Hongkong müssten „spüren, dass wir an ihrer Seite stehen“. In einer Pressemitteilung des Europäischen Rates vom 29. Mai 2020 erklärte die EU das Sicherheitsgesetz als nicht dem Völkerrecht entsprechend und drückte ihre „tiefe Sorge“ über die Entwicklung aus, verurteilte das Handeln Chinas aber nicht in schärferer Weise. Der EU-Außenbeauftragte Josep Borrell sagte, dass die EU mit China in Gesprächen über das Thema bleiben wolle, schloss Sanktionen der EU gegen China aber aus.

### Volksrepublik China
Das chinesische Staatsfernsehen CCTV deutete am 18. August 2019 auf seinem Twitter-Kanal die Bewegung indirekt um, indem es das Zitat des KZ-Häftlings Martin Niemöller abwandelte in: „Als sie die Straßen blockierten und Fahrer festnahmen und folterten, habe ich geschwiegen, ich war ja kein Fahrer. Als sie Fluggäste schubsten und attackierten und den Zugang zu den Check-in-Schaltern blockierten, habe ich geschwiegen, ich war ja kein Fluggast. Als sie mich angriffen, gab es keinen mehr, der für mich sprechen und protestieren konnte.“ Zuvor hatte am 7. August Zhang Xiaoming, Direktor des Pekinger Hong Kong and Macao Affairs Office (HKMAO),
in den Protesten die „offensichtlichen Charakteristiken einer Farbrevolution“ gesehen. Während die pro-Pekinger Politikerin Regina Ip die Ansicht vertrat, dass Zhang mit diesem Ausdruck auf den hohen Anteil sehr junger Demonstranten und die Beteiligung religiöser Gruppen hinweisen wollte, sahen ausländische Beobachter in diesem auch später von Beijing wiederholt im Zusammenhang mit den Protesten verwendeten Ausdruck die Behauptung, der amerikanische Geheimdienst CIA habe die Proteste angestachelt.
Der chinesische Außenminister Wang Yi bekräftigte am 24. Mai 2020, wenige Tage vor der Verabschiedung und dem Inkrafttreten des nationalen Sicherheitsgesetzes in Hongkong, die schon zuvor von China vertretene Position, dass die internationale Kritik an Chinas Umgang mit Hongkong eine „Einmischung in innere Angelegenheiten“ sei.
Am 1. Juli 2020, dem Jahrestag der Übergabe der Staatshoheit Hongkongs an China, bezeichnete Zhang, inzwischen stellvertretender Direktor des HKMAO, das Sicherheitsgesetz als ein „Geburtstagsgeschenk an [Hongkong], das seinen kostbaren Wert in der Zukunft zeigen werde“.

### Sonstiges
Im Juli 2020 kündigten Facebook, Google und Twitter an, dass die Unternehmen keine Daten an die Behörden von Hongkong mehr weitergeben, während die Unternehmen das von der chinesischen Regierung auferlegte nationale Sicherheitsgesetz von Hongkong bewerteten.

## Siehe auch

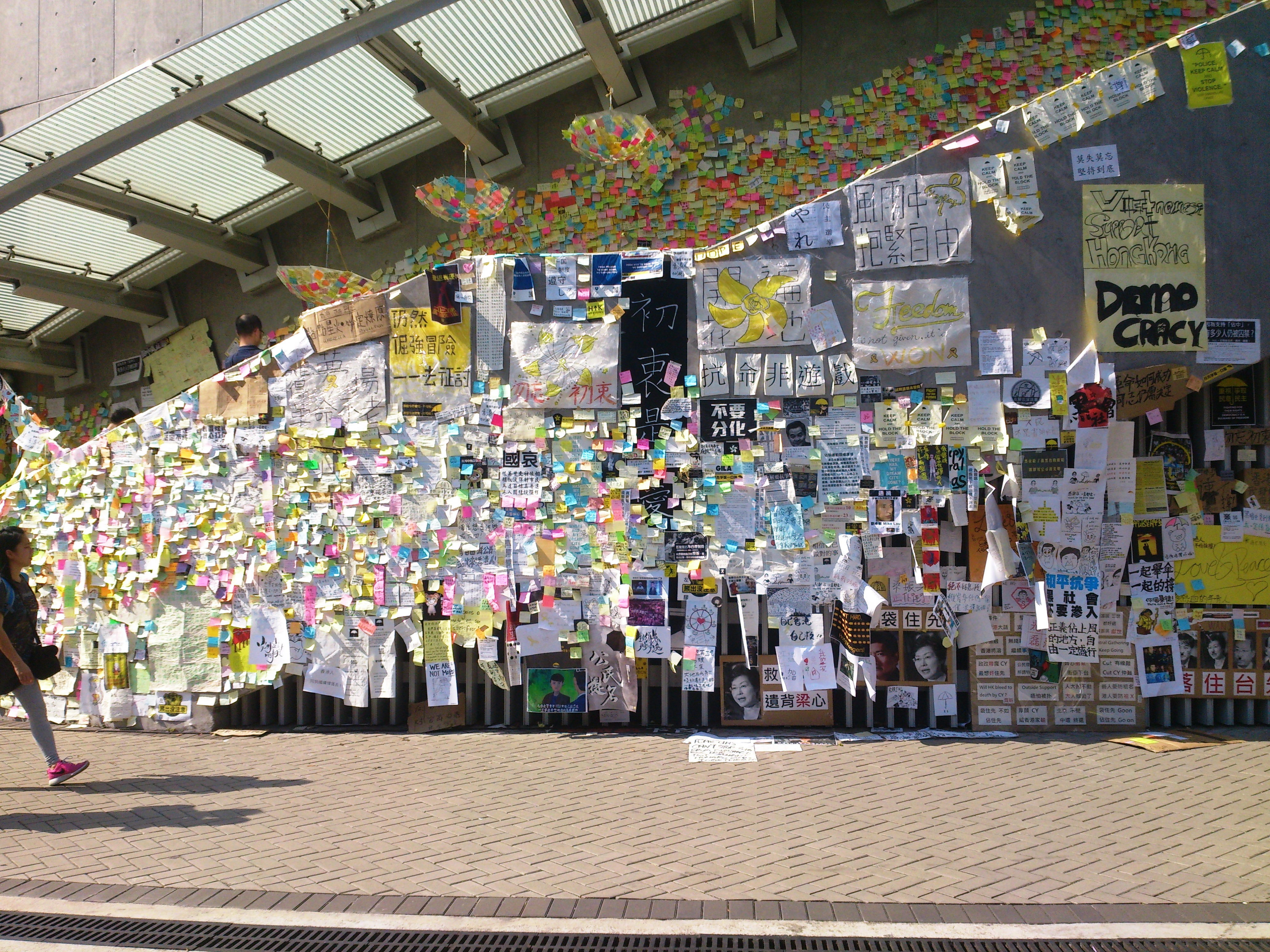
Eine sogenannte „Lennon-Mauer“, auf der mit Plakaten und Klebezetteln still protestiert sowie der getöteten Demonstranten gedacht wird